# RB Leipzig
Der RasenBallsport Leipzig e. V., kurz RB Leipzig, ist ein Fußballverein aus Leipzig, der im Mai 2009 gegründet wurde. Die erste Herrenmannschaft spielt seit 2016 in der Bundesliga und trägt ihre Heimspiele in der Red Bull Arena im Leipziger Sportforum aus. Größte sportliche Erfolge des Vereins sind die Gewinne des DFB-Pokals 2022 und 2023.
Der Verein wurde 2009 auf Initiative der Red Bull GmbH gegründet und übernahm zur Saison 2009/10 das Startrecht des SSV Markranstädt in der fünftklassigen Oberliga Nordost. Die Lizenzspielerabteilung und die Nachwuchsteams bis zur U15 sind seit dem Aufstieg der ersten Mannschaft in die 2. Bundesliga 2014 in die RasenBallsport Leipzig GmbH ausgegliedert, deren Gesellschafter zu 99 Prozent die Red Bull GmbH und zu einem Prozent der Verein sind. Da auch die Vereinsmitglieder in enger Beziehung zu Red Bull stehen, wird der Klub faktisch von der Red Bull GmbH kontrolliert. Vor allem in der Anfangszeit gab es gegen den Klub Proteste von anderen Fußballvereinen und deren Fans – auch in Form von Spielabsagen.

## Geschichte

### 2009–2012: Vereinsgründung und schleppender Beginn
| Saison 2008/09       | Saison 2009/10   | Saison 2010/11       |
| -------------------- | ---------------- | -------------------- |
| SSV Markranstädt     | RB Leipzig       | RB Leipzig           |
|                      | ESV Delitzsch    | RB Leipzig II        |
| SSV Markranstädt II  | RB Leipzig II    | SSV Markranstädt     |
|                      | ESV Delitzsch II | ESV Delitzsch        |
| SSV Markranstädt III | RB Leipzig III   | SSV Markranstädt II  |
|                      | RB Leipzig IV    | SSV Markranstädt III |

| Saison                   | Liga (Stufe)           | Platz | Tore  | Punkte | DFB-Pokal | Zuschauer-Ø |
| ------------------------ | ---------------------- | ----- | ----- | ------ | --------- | ----------- |
| 2009/10                  | Oberliga Nordost (V)   | 1     | 74:17 | 80     | –         |             |
| 2010/11                  | Regionalliga Nord (IV) | 4     | 57:29 | 64     | –         | 04.206      |
| 2011/12                  | Regionalliga Nord (IV) | 3     | 71:30 | 73     | 2. Runde  | 07.401      |
| grün unterlegt: Aufstieg |                        |       |       |        |           |             |

Nach der Übernahme des SV Austria Salzburg (heute FC Red Bull Salzburg) versuchte Red Bull 2006 zur besseren Vermarktung seines Produktes ein vergleichbares Projekt auch im deutschen Fußball ins Leben zu rufen. Hierzu nahm Red Bull Kontakt zu den Fußballvereinen FC St. Pauli, TSV 1860 München und Fortuna Düsseldorf auf. Für Investitionen in einen Verein verlangte Red Bull eine Mehrheit an der Kapitalgesellschaft, in die die Lizenzspielermannschaft durch einen Mitgliederentscheid aus dem eingetragenen Verein ausgegliedert werden müsste (zu diesem Zeitpunkt hatte nur 1860 München eine Ausgliederung in eine GmbH & Co. KGaA vorgenommen) sowie eine Änderung des Vereinsnamens, des Vereinswappens und der Vereinsfarben. Da alle drei Vereine die Forderungen von Red Bull nicht akzeptierten, unternahm Red Bull den Versuch, im Leipziger Fußball Fuß zu fassen. Der Einstieg beim FC Sachsen Leipzig scheiterte jedoch am Deutschen Fußball-Bund (DFB), der wegen namensrechtlicher Unstimmigkeiten die Zustimmung verweigerte, und an Fanprotesten. Der DFB befürchtete zudem eine zu große Einflussnahme des Investors.
Da die Vereine unterhalb der Regionalliga nicht (mehr) dem DFB-Lizenzierungsverfahren unterliegen, wurde daraufhin am 19. Mai 2009 der RasenBallsport Leipzig e. V., kurz RB Leipzig, gegründet, dessen erster Vorstandsvorsitzender der Österreicher Andreas Sadlo wurde. Das Ziel dieses Vereines war, das Startrecht des SSV Markranstädt für die fünftklassige Oberliga Nordost und zusätzlich die ersten drei Männermannschaften sowie das Seniorenteam zu übernehmen. Die erste Männermannschaft wurde samt Trainerstab personell komplett in den neu gegründeten Verein übernommen. Auf Drängen des Sächsischen Fußballverbandes (SFV) übernahm der RB Leipzig auch die jeweils erste Mannschaft der vier ältesten Jugendabteilungen des inzwischen insolventen FC Sachsen Leipzig.
Da eine Namensgebung zu Werbezwecken laut Satzung des DFB unzulässig ist, wurde 2009 der Vereinsname RasenBallsport gewählt. Dessen Kürzel „RB“ ermöglicht zwar einerseits Assoziationen sowohl zum Salzburger Schwesterklub als auch zur Marke „Red Bull“, ist jedoch andererseits – wie das nachfolgende Genehmigungsverfahren zeigte – zulässig.

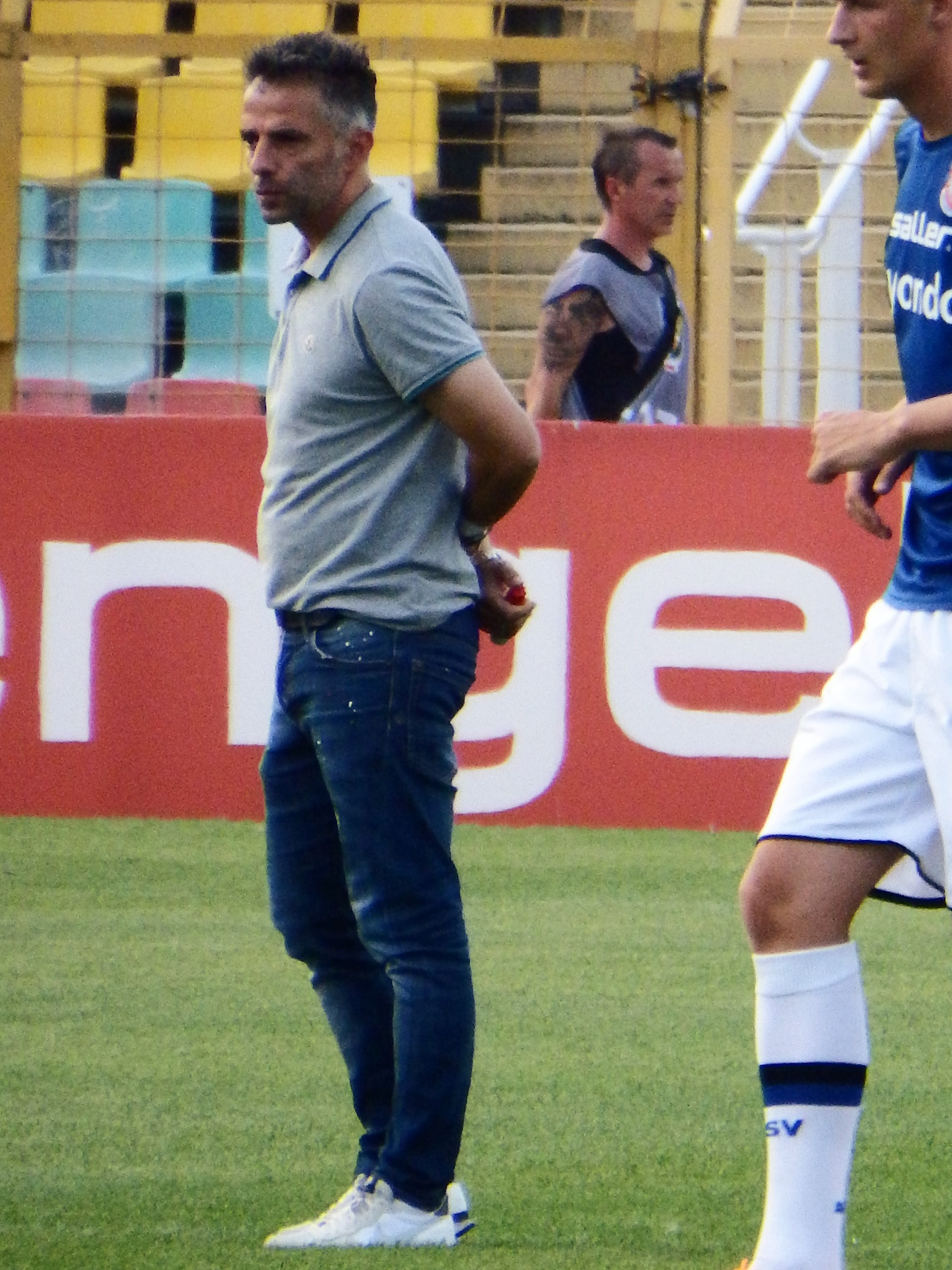
Unter Tomas Oral wurde mit dem Sachsenpokal 2011 zwar der erste Titel der Vereinsgeschichte gewonnen, der Aufstieg in die 3. Liga jedoch verfehlt.

Nachdem der Nordostdeutsche Fußballverband im Juni 2009 der Übertragung des Oberliga-Spielrechtes zugestimmt und den Vereinsnamen genehmigt hatte, startete RB Leipzig in der Saison 2009/10 anstelle des SSV Markranstädt in der Süd-Staffel der Oberliga Nordost und mit weiteren Mannschaften in zwei weiteren unterklassigen Ligen. Eine vierte Mannschaft wurde komplett neu angemeldet. Dabei nahm der Verein den Spielbetrieb ohne offizielles Vereinswappen auf, da das vom Verein vorgeschlagene Wappen wegen der Ähnlichkeit zum Red-Bull-Unternehmenslogo vom Sächsischen Fußballverband abgelehnt worden war. Das abgelehnte Wappen befand sich dennoch als sogenanntes Sponsorenlogo in Form von Trikotwerbung auf den Spielertrikots und wurde zeitweise unter anderem auf Fanartikeln verwendet. Im Mai 2010 akzeptierte der SFV eine modifizierte Version als Vereinslogo. Als erster Sportdirektor wurde Joachim Krug verpflichtet, Cheftrainer der ersten Mannschaft wurde Tino Vogel, der zuvor den SSV Markranstädt trainiert hatte. Es wurden diverse Spieler verpflichtet, die Erfahrung in höherklassigen Ligen vorweisen konnten. Zum Beispiel kamen Torwart Sven Neuhaus sowie die Verteidiger Ingo Hertzsch (u. a. 227 Spiele in der Bundesliga) und Thomas Kläsener (32 Bundesligaspiele) vom Zweitligisten FC Augsburg und Nico Frommer (28 Bundesligaspiele) vom Zweitligisten VfL Osnabrück. Im Winter folgte Timo Rost vom Zweitligisten Energie Cottbus, der u. a. 145 Spiele in der Bundesliga absolviert hatte. Die Heimspiele wurden im Stadion am Bad in Markranstädt ausgetragen. Die neu formierte Mannschaft hatte in der Liga keine Probleme, sodass bereits fünf Spieltage vor dem Saisonende der Aufstieg in die Regionalliga Nord feststand. Die Saison beendete man schließlich mit 80 Punkten und 22 Punkten Vorsprung auf Budissa Bautzen als Meister. Lediglich vier Mal (zwei Unentschieden und zwei Niederlagen) ging die Mannschaft nicht als Sieger vom Platz. Im Sachsenpokal, über den sich RB Leipzig für den DFB-Pokal qualifizieren wollte, schied man im Viertelfinale gegen den Ligakonkurrenten FSV Zwickau aus. Bereits im Januar 2010 hatte der Vorstandsvorsitzende Andreas Sadlo den Verein verlassen, woraufhin Dietmar Beiersdorfer, zuletzt Head of Global Soccer bei Red Bull, seine Nachfolge übernahm.
Zur Saison 2010/11 zog RB Leipzig in das Zentralstadion, das in Red Bull Arena umbenannt wurde. Aufstiegstrainer Vogel wurde durch Tomas Oral ersetzt, der zuvor mit dem FSV Frankfurt den Durchmarsch von der Oberliga in die 2. Bundesliga geschafft hatte. Zudem wurde Sportdirektor Krug von seinen Aufgaben entbunden. Dies erfolgte vor dem Hintergrund einer zuvor von Red-Bull-Geschäftsführer Dietrich Mateschitz verkündeten Strategieänderung, wonach RB Leipzig anstelle des FC Red Bull Salzburg künftig das Schlüsselprojekt im Fußballengagement des Unternehmens darstellen soll. Zu den Zugängen zählten erneut Spieler mit Erfahrung in höheren Ligen wie Alexander Laas (VfL Wolfsburg, Bundesliga), Tim Sebastian (Hansa Rostock, 2. Bundesliga), Carsten Kammlott (FC Rot-Weiß Erfurt, 3. Liga) sowie Daniel Frahn (Torschützenkönig) und Stefan Kutschke, die im Vorjahr mit dem SV Babelsberg 03 in die 3. Liga aufgestiegen waren. Im Winter folgte zudem die Verpflichtung von Thiago Rockenbach vom Zweitligisten Fortuna Düsseldorf. In der Regionalliga Nord tat sich die Mannschaft schwer, spielte 10-mal Unentschieden und verlor sechs weitere Spiele, was nur für den 4. Platz reichte. Jedoch gewann RB Leipzig mit dem Sachsenpokal seinen ersten Titel und zog in den DFB-Pokal ein. Bereits im Februar 2011 war Thomas Linke als neuer Sportdirektor verpflichtet worden. Er und der Vorstandsvorsitzende Beiersdorfer verließen den Verein aber noch vor dem Saisonende wieder.
Zur Saison 2011/12 übernahm Peter Pacult die Mannschaft, der zuvor den österreichischen Bundesligisten Rapid Wien trainiert hatte. Neuer Sportdirektor wurde Wolfgang Loos. Zu den prominentesten Zugängen zählten Bastian Schulz (1. FC Kaiserslautern, Bundesliga), Christian Müller (FSV Frankfurt, 2. Bundesliga), der ehemalige finnische Nationalspieler Pekka Lagerblom (VfB Stuttgart II, 3. Liga), der ehemalige österreichische Nationalspieler Roman Wallner (FC Red Bull Salzburg), Niklas Hoheneder (Karlsruher SC, 2. Bundesliga), Timo Röttger (Dynamo Dresden, 2. Bundesliga) und Sebastian Heidinger (Arminia Bielefeld, 3. Liga). Trotz dieser Verstärkungen wurde der Aufstieg in die 3. Liga erneut verfehlt; mit 73 Punkten wurde lediglich der 3. Platz erreicht. Im DFB-Pokal wurde in der 1. Hauptrunde der Erstligist VfL Wolfsburg besiegt, ehe man sich dem FC Augsburg (Bundesliga) geschlagen geben musste. Im Sachsenpokal schied die Mannschaft bereits im Viertelfinale gegen den Oberligisten FSV Zwickau aus.

### 2012–2019: Die Ära Rangnick – Von der Regionalliga in die Champions League
| Saison | Liga (Stufe)              | Platz | Tore  | Punkte | DFB-Pokal    | Zuschauer-Ø | BL-Kader |
| --- | ------------------------- | ----- | ----- | ------ | ------------ | ----------- | -------- |
| 2012/13 | Regionalliga Nordost (IV) | 1     | 65:22 | 72     | –            | 07.563      |          |
| 2013/14 | 3. Liga (III)             | 2     | 65:34 | 79     | 1. Runde     | 16.735      | Kader    |
| 2014/15 | 2. Bundesliga (II)        | 5     | 39:31 | 50     | Achtelfinale | 25.026      | Kader    |
| 2015/16 | 2. Bundesliga (II)        | 2     | 54:32 | 67     | 2. Runde     | 29.441      | Kader    |
| 2016/17 | Bundesliga (I)            | 2     | 66:39 | 67     | 1. Runde     | 41.078      | BL-Kader |
| 2017/18 | Bundesliga (I)            | 6     | 57:53 | 53     | 2. Runde     | 39.397      | BL-Kader |
| 2018/19 | Bundesliga (I)            | 3     | 63:29 | 66     | Finale       | 38.380      | BL-Kader |
| grün unterlegt: Aufstieg gelb unterlegt: Qualifikation für die Champions League grau unterlegt: Qualifikation für die Europa-League-Qualifikation |                           |       |       |        |              |             |          |

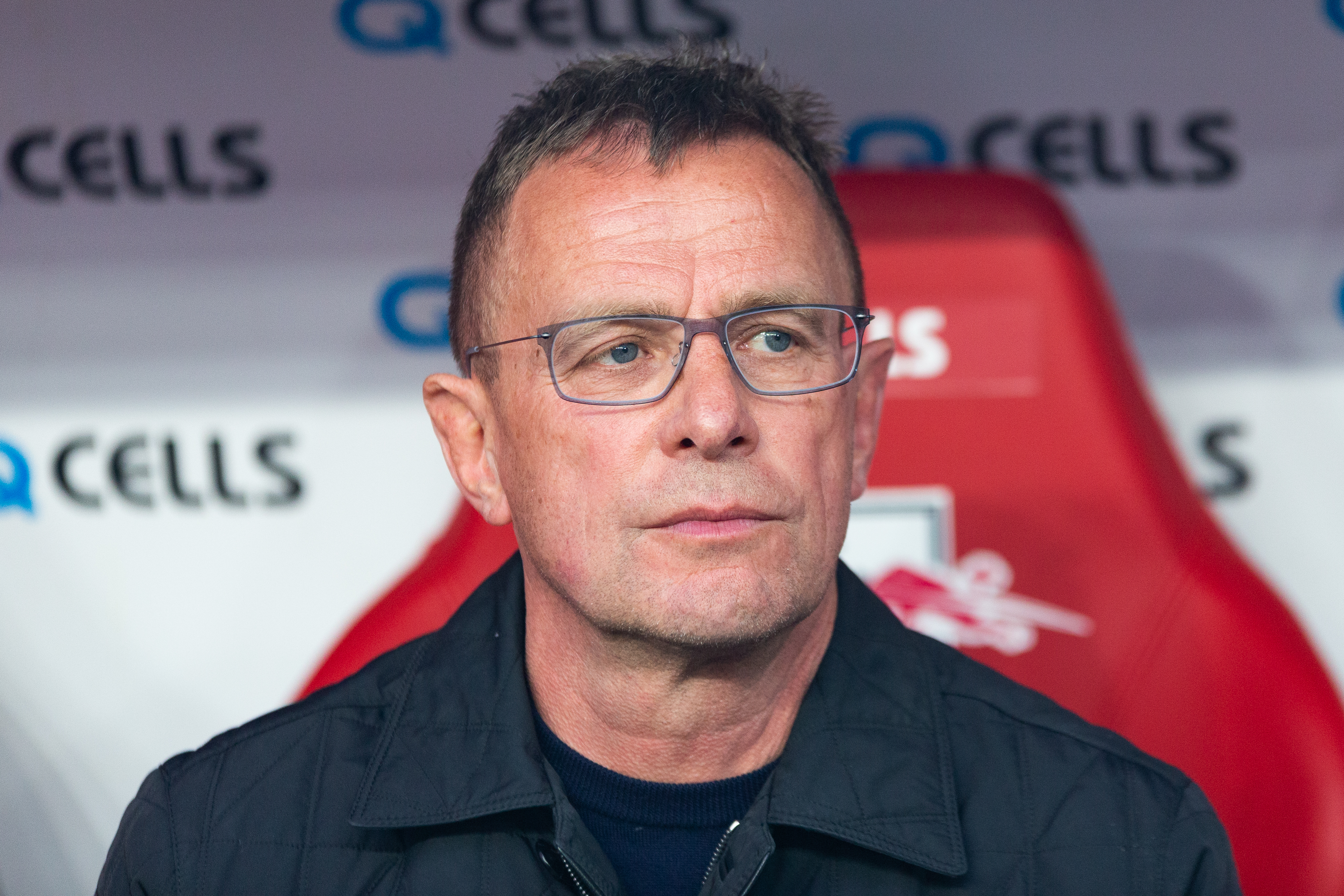
Ralf Rangnick führte RB Leipzig während seiner siebenjährigen Amtszeit als Sportdirektor von der Regionalliga in die Champions League. Zudem war er in den Spielzeiten 2015/16 und 2018/19, in denen man den Bundesliga-Aufstieg (2016) und das DFB-Pokal-Finale (2019) erreichte, in Personalunion Cheftrainer.

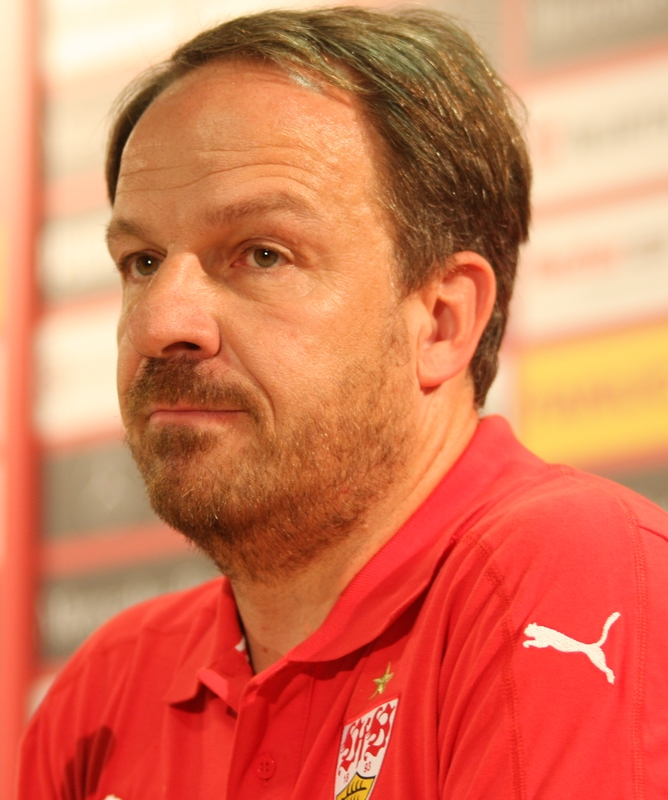
Unter dem Cheftrainer Alexander Zorniger gelang der Durchmarsch von der Regionalliga in die 2. Bundesliga

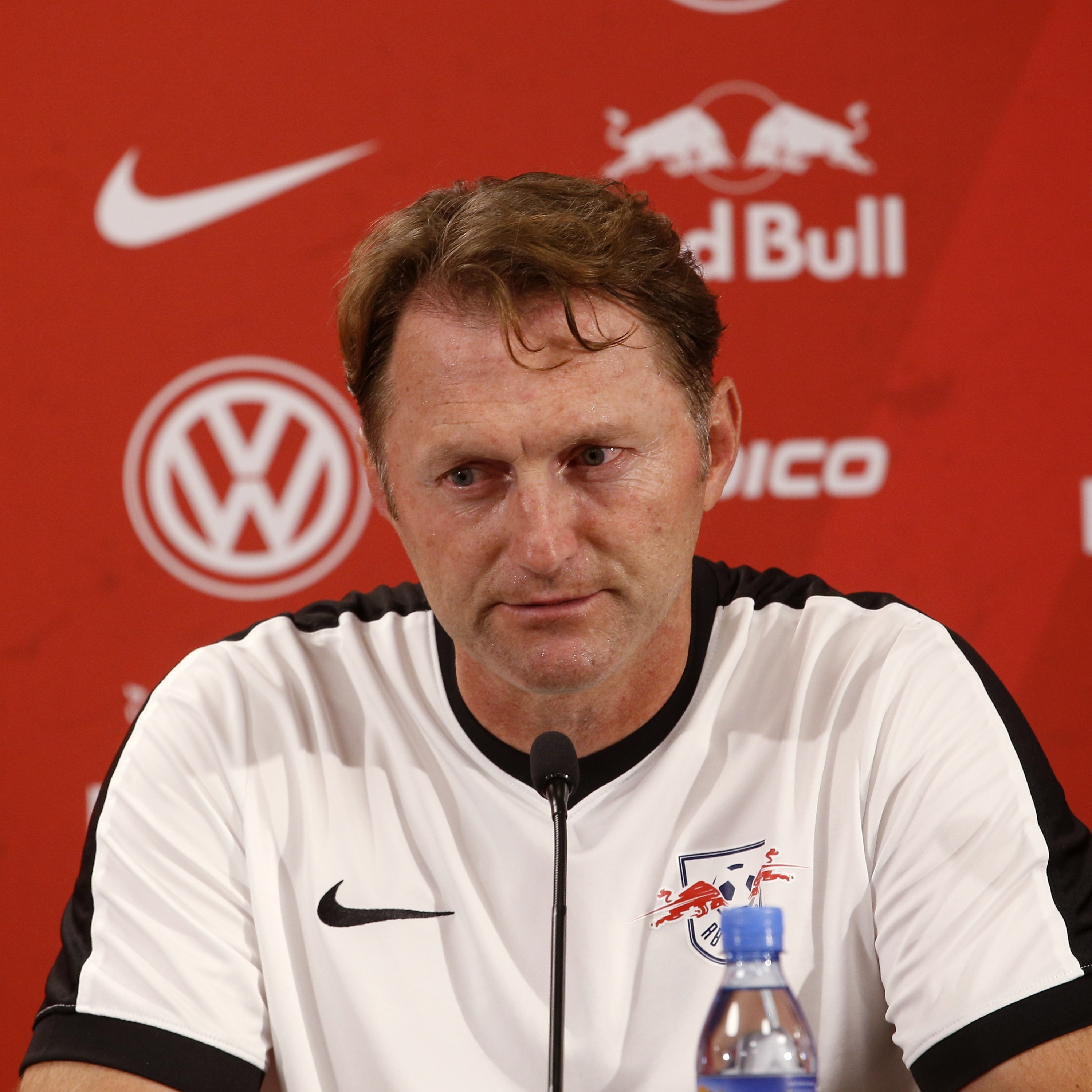
Unter dem Cheftrainer Ralph Hasenhüttl qualifizierte sich RB Leipzig erstmals für die Champions League

Zur Saison 2012/13 wurden die Regionalligen umstrukturiert. RB Leipzig spielte fortan in der Regionalliga Nordost, sodass man nicht mehr auf Holstein Kiel, den VfB Lübeck und die zweite Mannschaft des VfL Wolfsburg traf, die in den Vorjahren vor den Leipzigern platziert waren. Neuer Sportdirektor wurde Ralf Rangnick, der Alexander Zorniger als neuen Cheftrainer verpflichtete. Rangnick verpflichtete u. a. Dominik Kaiser, den er aus gemeinsamen Zeiten bei der TSG 1899 Hoffenheim (Bundesliga) kannte, Clemens Fandrich (Energie Cottbus, 2. Bundesliga), Juri Judt (1. FC Nürnberg, Bundesliga) und den Torwart Fabio Coltorti (FC Lausanne-Sport, Super League). Die Spielzeit verlief wesentlich erfolgreicher. In der Regionalliga Nordost wurde die Mannschaft mit 72 Punkten und 14 Punkten Vorsprung vor dem FC Carl Zeiss Jena Meister, womit die Leipziger in den Aufstiegsspielen zur 3. Liga auf den Meister der Regionalliga West, die Sportfreunde Lotte, trafen. Nach einem 2:0-Hinspielsieg im heimischen Stadion, bei dem mit 30.104 Zuschauern ein Rekord für die vierthöchste Spielklasse aufgestellt wurde, lag RB Leipzig im Rückspiel mit 0:2 zurück, konnte aber in der Verlängerung ausgleichen und im dritten Anlauf den Aufstieg in die 3. Liga perfekt machen. RB Leipzig gewann zudem nach 2011 zum zweiten Mal den Sachsenpokal und zog in den DFB-Pokal ein.
Zur Saison 2013/14 wurde der Kader u. a. mit jungen Spielern wie Yussuf Poulsen (19, Lyngby BK), Joshua Kimmich (18, VfB Stuttgart U19), Anthony Jung (21, FSV Frankfurt) und Georg Teigl (22, FC Red Bull Salzburg) verstärkt. Im Winter folgte noch die Verpflichtung von Diego Demme (22, SC Paderborn 07). In der ersten DFB-Pokal-Runde schied die junge Mannschaft wie 2011 gegen den Erstligisten FC Augsburg aus, womit die mehr als ein Jahr andauernde Serie ohne Niederlage in einem Pflichtspiel endete. In der Liga belegte RB Leipzig mit 79 Punkten hinter dem 1. FC Heidenheim den 2. Platz, womit der Durchmarsch in die 2. Bundesliga gelang. Im Sachsenpokal schieden die Leipziger im Halbfinale gegen den Oberligisten FC Oberlausitz Neugersdorf aus, allerdings qualifizierte man sich über die Liga für den DFB-Pokal.
Mit dem Zweitligaaufstieg war ab der Saison 2014/15 die DFL für die Lizenzierung verantwortlich. Der Verein erhielt die Lizenz nur unter drei Auflagen: Senkung des Mitgliedsbeitrags (bisher 800 Euro jährlich), keine Mehrheit von Red-Bull-Funktionären in den Vereinsgremien und Änderung des Vereins- zur Abgrenzung vom Red-Bull-Unternehmenslogo. Eine Beschwerde dagegen wurde abgelehnt. Während der Verein selbst sich offiziell weder zu den Auflagen noch zu einer eventuell eingelegten Beschwerde äußerte, schloss Red-Bull-Geschäftsführer Dietrich Mateschitz eine weitere Saison in der 3. Liga kategorisch aus. Letztendlich erhielt RB Leipzig die Lizenz. Man verpflichtete sich zu einer Logoänderung sowie dazu, die Führungspositionen mit vom Hauptsponsor unabhängigen Personen zu besetzen. Neuer Vorstandsvorsitzender wurde daraufhin Oliver Mintzlaff. Im Dezember 2014 folgte die Ausgliederung der Lizenzspielerabteilung und der Nachwuchsteams bis zu den C1-Junioren (U15) in die RasenBallsport Leipzig GmbH, an der die Red Bull GmbH zu 99 Prozent und der e. V. zu einem Prozent beteiligt sind, wobei die Stimmenmehrheit zur Wahrung der 50+1-Regel beim e. V. verblieb. Mit Omer Damari von Austria Wien wurde für 7 Millionen Euro der bis dahin teuerste Zugang in der Geschichte der 2. Bundesliga verpflichtet. Zudem wurde der Kader u. a. mit Lukas Klostermann (VfL Bochum), Ante Rebić und Marvin Compper (beide AC Florenz) verstärkt. Die Hinrunde schloss die Mannschaft mit 27 Punkten auf dem 6. Platz ab, wobei der Rückstand auf einen direkten Aufstiegsplatz nur drei Punkte betrug. In der Winterpause folgte die Verpflichtung von Emil Forsberg von Malmö FF. Nach dem 20. Spieltag trennte sich der Verein von Cheftrainer Alexander Zorniger, nachdem der Rückstand auf den Aufstiegsrelegationsplatz auf fünf und auf einen direkten Aufstiegsplatz auf sechs Punkte angewachsen war. Sein Nachfolger wurde bis zum Saisonende der Trainer der B1-Junioren (U17), Achim Beierlorzer. Die Saison schloss RB schließlich mit 50 Punkten auf dem 5. Platz ab.
Zur Saison 2015/16 übernahm der Sportdirektor Ralf Rangnick zusätzlich das Amt des Cheftrainers, wofür er den Sportdirektorenposten beim FC Red Bull Salzburg, den er ebenfalls innehatte, aufgab. Mit dem 20-Jährigen Davie Selke, der in der Vorsaison neun Tore für Werder Bremen in der Bundesliga erzielt hatte, wurde für 8 Millionen Euro der Transferrekord von Damari aus dem Vorjahr überboten. Insgesamt gab der Verein 18,6 Millionen Euro für neue Spieler aus und damit 2,1 Millionen Euro mehr als alle anderen 17 Zweitligisten zusammen, was dementsprechend kritisch betrachtet wurde. Auf der Einnahmeseite durch Spielerverkäufe stehen dagegen nur 1,9 Millionen Euro und Rang 11 der Liga. Zu den bekanntesten Zugängen zählten neben Selke noch Atınç Nukan (Beşiktaş Istanbul), Marcel Halstenberg (FC St. Pauli), Stefan Ilsanker, Péter Gulácsi, Marcel Sabitzer (alle FC Red Bull Salzburg) und Willi Orban (1. FC Kaiserslautern). In der ersten Pokalrunde kam es gegen den Drittligisten VfL Osnabrück bei eigenem Rückstand zum Spielabbruch, da der Schiedsrichter Martin Petersen aus dem Osnabrücker Block mit einem Feuerzeug abgeworfen wurde und eine leichte Gehirnerschütterung erlitt. Das Spiel wurde letztlich mit 2:0 für RB Leipzig gewertet; in der folgenden Runde schied die Mannschaft jedoch gegen die SpVgg Unterhaching (Regionalliga Bayern) aus. In der Liga lief es allerdings besser und die Mannschaft schloss die Hinrunde mit 35 Punkten auf dem 2. Platz ab. Die Saison schloss RB Leipzig mit 67 Punkten hinter dem SC Freiburg ab, womit man in die Bundesliga aufstieg.
Zur Saison 2016/17 übernahm Ralph Hasenhüttl die Mannschaft, sodass Rangnick sich wieder auf seinen Sportdirektorposten konzentrieren konnte. Vor und zu Beginn der neuen Saison gab der Verein deutlich mehr Geld für einzelne neue Spieler aus als je zuvor. Neu verpflichtet wurden unter anderem Timo Werner (VfB Stuttgart), Oliver Burke (Nottingham Forest), der mit einer Ablösesumme von rund 17 Millionen Euro zum bis dahin teuersten schottischen Spieler wurde, Naby Keïta (FC Red Bull Salzburg) und in der Winterpause Dayot Upamecano (FC Red Bull Salzburg). Dagegen verließen einige Spieler den Verein, die im Aufstiegsjahr keine tragende Rolle gespielt hatten. Nachdem man in der ersten Runde des DFB-Pokal im Elfmeterschießen beim Zweitligisten Dynamo Dresden ausgeschieden war, endete am 28. August 2016 das erste Bundesligaspiel der Vereinsgeschichte mit 2:2 bei der TSG 1899 Hoffenheim, wobei der Kapitän Dominik Kaiser den ersten Bundesligatreffer der Vereinsgeschichte erzielte. Der erste Bundesligasieg gelang am 2. Spieltag im Heimspiel gegen Borussia Dortmund. Mit einem 2:1-Heimsieg gegen den FC Augsburg am 30. September schaffte RB Leipzig es als erster Bundesliganeuling, am 6. Spieltag immer noch ungeschlagen zu sein und avancierte mit einem 3:2-Sieg in Leverkusen am 18. November zum „besten Aufsteiger aller Zeiten“: Zum einen blieb RB auch am 11. Spieltag ungeschlagen und brach damit den bislang bestehenden Rekord des MSV Duisburg aus der Saison 1993/94, zum anderen konnte bislang kein Aufsteiger am 11. Spieltag 27 Punkte vorweisen, auch der 1. FC Kaiserslautern erreichte diese Marke in der Meister-Saison 1997/98 zu diesem Zeitpunkt nicht. Die Leipziger schlossen die Spielzeit letztendlich mit 67 Punkten und 15 Punkten Abstand auf den Meister FC Bayern München als Vizemeister ab, wodurch man sich für die Champions League qualifizierte. Herauszuheben ist dabei die Leistung des Neuzugangs Timo Werner, der mit 21 Toren viertbester Torschütze wurde.
Zur Saison 2017/18 wurde der Kader unter anderem mit Kevin Kampl (Bayer 04 Leverkusen), Jean-Kévin Augustin (Paris Saint-Germain), Bruma (Galatasaray Istanbul), Konrad Laimer (FC Red Bull Salzburg) und im Winter mit dem Leihspieler Ademola Lookman (FC Everton) verstärkt. Auch in diesem Jahr verließen wieder einige Spieler den Verein, die nicht zum Stammpersonal gezählt hatten, darunter der bisher teuerste Schotte Oliver Burke (West Bromwich Albion). Die Leipziger konnten nicht an die Leistungen der Vorsaison anknüpfen. Die Liga schloss man mit 53 Punkten auf dem sechsten Tabellenplatz ab, wodurch man sich für die Qualifikation zur Europa League qualifizierte. Im Pokal schied RB Leipzig in der zweiten Runde gegen den FC Bayern München aus. In der Champions League traf man in der Gruppenphase auf Beşiktaş Istanbul, den FC Porto und die AS Monaco. Das erste internationale Pflichtspiel der Vereinsgeschichte fand am 13. September 2017 im heimischen Stadion gegen das Team aus Monaco statt. Beim 1:1-Unentschieden war Emil Forsberg der erste Leipziger Torschütze auf internationaler Bühne. Der erste internationale Pflichtspielsieg gelang am 17. Oktober 2017, dem dritten Gruppenspieltag, mit einem 3:2-Heimsieg gegen den FC Porto. Letztendlich schied man nach einem weiteren Sieg und insgesamt drei Niederlagen hinter Beşiktaş Istanbul und dem FC Porto sowie vor der AS Monaco als Dritter aus dem Wettbewerb aus, womit man in die K.o.-Phase der Europa League einzog. Dort scheiterte RB Leipzig im Viertelfinale am späteren Finalisten Olympique Marseille, nachdem man zuvor den SSC Neapel und Zenit St. Petersburg ausgeschaltet hatte.
Zur Saison 2018/19 trennte sich der Verein von Ralph Hasenhüttl. Nachdem mit Julian Nagelsmann ein neuer Cheftrainer zur Folgesaison verpflichtet worden war, übernahm Ralf Rangnick für das Übergangsjahr, wie schon in der Aufstiegssaison 2015/16, zusätzlich den Posten des Cheftrainers. Neu verpflichtet wurden unter anderem Nordi Mukiele (HSC Montpellier), Matheus Cunha (FC Sion) und Marcelo Saracchi (River Plate). Dagegen verließen Naby Keïta (FC Liverpool) und der langjährige Kapitän Dominik Kaiser (Brøndby IF) den Verein. Durch die Europa-League-Qualifikation begann die Saison der Leipziger bereits im Juli. Dort schaffte man gegen BK Häcken, CS Universitatea Craiova und Sorja Luhansk den Einzug in den Hauptwettbewerb, in dem man hinter dem FC Red Bull Salzburg und Celtic Glasgow sowie vor Rosenborg Trondheim in der Gruppenphase ausschied. In der Liga überwinterte man nach der Hinrunde mit 31 Punkten auf dem 4. Platz. Am 7. Spieltag gelang mit einem 6:0 gegen den 1. FC Nürnberg der bis dahin höchste Bundesliga-Sieg. Nach einer starken Rückrunde, in der man in der Rückrundentabelle mit dem Meister FC Bayern München mit 35 Punkten den 2. Platz belegte, schloss RB Leipzig die Saison auf dem 3. Platz ab und qualifizierte sich für die Gruppenphase der Champions League. Ebenso erfolgreich verlief die Pokalsaison: Über Viktoria Köln (Regionalliga West), die TSG 1899 Hoffenheim (Bundesliga), den FC Augsburg (Bundesliga) und den Hamburger SV (2. Bundesliga) zog RB Leipzig in das Pokalfinale ein, in dem man dem FC Bayern München mit 0:3 unterlag.

### Seit 2019: Etablierung in der nationalen Spitze
| Saison                                                 | Platz | Tore  | Punkte | DFB-Pokal    | Zuschauer-Ø | BL-Kader |
| ------------------------------------------------------ | ----- | ----- | ------ | ------------ | ----------- | -------- |
| 2019/20                                                | 3     | 81:37 | 66     | Achtelfinale | 040.809     | BL-Kader |
| 2020/21                                                | 2     | 60:32 | 65     | Finale       | 01.059      | BL-Kader |
| 2021/22                                                | 4     | 72:37 | 58     | Sieger       | 28.932      | BL-Kader |
| 2022/23                                                | 3     | 64:41 | 66     | Sieger       | 45.608      | BL-Kader |
| 2023/24                                                | 4     | 77:39 | 65     | 2. Runde     | 45.171      | BL-Kader |
| 2024/25                                                | 7     | 53:48 | 51     | Halbfinale   | 45.045      | BL-Kader |
| gelb unterlegt: Qualifikation für die Champions League |       |       |        |              |             |          |

Zur Saison 2019/20 verließ Ralf Rangnick den Verein. Sein Nachfolger als Sportdirektor wurde Markus Krösche, der vom SC Paderborn 07 verpflichtet wurde. Neuer Cheftrainer wurde der bereits im Vorjahr verpflichtete Julian Nagelsmann. Mit Stefan Ilsanker (Eintracht Frankfurt) verließ eine Stütze der vergangenen fünf Jahre den Verein. Neu verpflichtet wurde u. a. Christopher Nkunku. Am 10. Spieltag konnte die Mannschaft mit einem 8:0-Sieg gegen den 1. FSV Mainz 05 den bislang höchsten Sieg aus der Vorsaison noch einmal toppen. Die Hinrunde schloss man mit 37 Punkten als Herbstmeister ab. In der Winterpause verließ Diego Demme (SSC Neapel) den Verein nach sechs Jahren. Die sportliche Leitung verstärkte den Kader dagegen mit Dani Olmo (Dinamo Zagreb) und Angeliño (Manchester City). Nach nur einem Sieg aus den ersten vier Rückrundenspielen musste RB Leipzig die Tabellenführung aber wieder abgeben. Zudem schied RB im Achtelfinale des DFB-Pokals gegen Eintracht Frankfurt aus. Von Mitte März bis Mitte Mai 2020 musste die Spielzeit aufgrund der COVID-19-Pandemie unterbrochen werden. Nach dem Re-Start am 26. Spieltag verlor die Mannschaft bis zum Saisonende nur noch einmal gegen den Vizemeister Borussia Dortmund und beendete die Saison mit 66 Punkten als Dritter. In der Champions League hatte man sich in einer Gruppe mit Olympique Lyon, Zenit St. Petersburg und Benfica Lissabon als Gruppensieger durchgesetzt und über Tottenham Hotspur das Viertelfinale erreicht. Aufgrund der COVID-19-Pandemie fand im August 2020 ein Finalturnier in Lissabon statt, in dem ab dem Viertelfinale nur ein K.-o.-Spiel stattfand. Über Atlético Madrid erreichten die Leipziger das Halbfinale, in dem sie gegen Paris Saint-Germain ausschieden.
Zur Saison 2020/21 verließ Timo Werner, in der Vorsaison mit 28 Toren zweitbester Torschütze der Bundesliga und zu diesem Zeitpunkt mit 95 Toren Rekordtorschütze des Vereins, die Leipziger zum FC Chelsea. Als sein Ersatz wurde Alexander Sørloth (Crystal Palace) verpflichtet, zudem wurde der Kader u. a. mit dem deutschen Nationalspieler Benjamin Henrichs und Justin Kluivert verstärkt. Die Hinrunde verlief ruhig und konstant. Einem kurzen Aufenthalt an der Tabellenspitze vom 3. bis zum 5. Spieltag folgte die Etablierung in den Top 3 der Tabelle. Die Hinrunde wurde letztlich mit 35 Punkten vier Punkte hinter dem FC Bayern München beendet. Nach einer etwas schwächeren Rückrunde schloss RB die Saison mit 65 Punkten 13 Punkte hinter dem FC Bayern als Vizemeister ab. In der Champions League setzte sich die Mannschaft gegen Manchester United sowie den Istanbul Başakşehir FK durch, womit man Paris Saint-Germain in das Achtelfinale folgte. Dort scheiterte RB Leipzig am FC Liverpool, wobei beide Spiele aufgrund von Einreisebeschränkungen während der Corona-Pandemie in der Puskás Aréna in Budapest ausgetragen werden mussten. Im DFB-Pokal wurde zum zweiten Mal nach 2019 das Finale erreicht, in dem man Borussia Dortmund unterlag.
Zur Saison 2021/22 wechselte Julian Nagelsmann zum FC Bayern München. Sein Nachfolger wurde Jesse Marsch, der in der Saison 2018/19 Co-Trainer von Rangnick gewesen war und vom FC Red Bull Salzburg verpflichtet wurde. Bereits in der Endphase der Vorsaison hatte Sportdirektor Krösche den Verein verlassen, um zu Eintracht Frankfurt zu wechseln. Neben Nagelsmann wechselten auch Dayot Upamecano und der Mannschaftskapitän Marcel Sabitzer zum FC Bayern. Neu verpflichtet wurde u. a. André Silva (Eintracht Frankfurt), der zuvor mit 28 Bundesligatoren zweitbester Torschütze geworden war. RB Leipzig startete mit drei Niederlagen aus den ersten vier Spielen in die Bundesliga-Saison. In der Champions League traf man auf Manchester City, Paris Saint-Germain sowie den FC Brügge und war nach einem Sieg, einem Unentschieden sowie drei Niederlagen bereits vor dem letzten Gruppenspieltag ausgeschieden. Nach sechs Niederlagen in der Liga – davon zuletzt drei in Folge – trennte sich der Verein nach dem 14. Spieltag von Marsch und ersetzte ihn interimsweise durch den Co-Trainer Achim Beierlorzer, als die Mannschaft mit 18 Punkten auf dem 11. Platz stand und sieben Punkte Rückstand auf einen Champions-League-Platz hatte. Beierlorzer erreichte durch einen Sieg im letzten Champions-League-Gruppenspiel über den 3. Platz noch die K.-o.-Phase der Europa League. Anschließend wurde Domenico Tedesco als neuer Cheftrainer verpflichtet. Die Hinrunde wurde schließlich mit 22 Punkten auf dem 10. Platz abgeschlossen. In der Rückrunde holte das Team 36 Punkte und war damit die beste Rückrundenmannschaft. Dadurch erreichte man den 4. Platz und qualifizierte sich für die Champions League. In der Europa League stießen die Leipziger bis in das Halbfinale vor, scheiterten dort aber an den Glasgow Rangers. Im DFB-Pokal standen die Leipziger zum dritten Mal im Endspiel und schafften gegen den SC Freiburg den Titelgewinn. Für seine Leistungen in dieser Spielzeit wurde Christopher Nkunku für den Ballon d’Or 2022 nominiert.
In die Saison 2022/23 startete die Mannschaft mit fünf Punkten aus den ersten fünf Spielen. Nachdem man anschließend zum Auftakt der Champions League eine 1:4-Heimniederlage gegen Schachtar Donezk kassiert hatte, wurde Tedesco durch Marco Rose ersetzt. Mit Rose erreichte die Mannschaft bis zur vorgezogenen Winterpause den 3. Platz in der Bundesliga und verteidigte diesen auch am Saisonende, gleichzeitig erreichte man in der Champions League mit vier Siegen aus fünf Spielen das Achtelfinale, wo man an Manchester City scheiterte. Im DFB-Pokal verteidigte Leipzig den Titel mit einem 2:0-Sieg gegen Eintracht Frankfurt.
Mitte November 2022 trat Oliver Mintzlaff kurz nach dem Tod von Dietrich Mateschitz als Vorstandsvorsitzender des e. V. sowie vorsitzender Geschäftsführer der GmbH zurück und wurde Vorsitzender der Geschäftsführung von Red Bull. Anfang Dezember 2022 trat Max Eberl seinen Posten als Geschäftsführer Sport an. Eberl wurde am 29. September 2023 freigestellt, weil er es – aus Sicht des Vereins – an der nötigen Identifikation mit RB Leipzig mangeln ließ. Mit der sportlichen Leitung wurde zunächst der Sportdirektor Rouven Schröder betraut. In der Saison 2023/24 konnte mit Rang vier in der Schlusstabelle wieder ein Startplatz für die Champions League erreicht werden.
Am 1. August 2024 trat Marcel Schäfer die Nachfolge von Max Eberl als neuer Geschäftsführer Sport an. Fast die komplette Saison 2024/25 war von durchwachsenen Ergebnissen geprägt, in der Champions League gewann RB nur eine von acht Partien (2:1 gegen Sporting Lissabon) und schied somit frühzeitig aus. Nach einer längeren, sportlichen Talfahrt wurde Marco Rose nach einer 0:1-Niederlage in der Liga bei Borussia Mönchengladbach entlassen. Auch unter seinem Nachfolger Zsolt Löw, der als Interimstrainer bis Saisonende verpflichtet wurde, stellte sich kein nachhaltiger Erfolg mehr ein. Nach dem Halbfinalausscheiden im DFB-Pokal gegen Stuttgart verspielte RB bis zum letzten Spieltag auch die restlichen Chancen auf eine erneute Europapokalteilnahme und beendete die Saison auf Platz 7, wodurch erstmals in der Bundesligageschichte des Vereins die internationale Teilnahme verfehlt wurde.
Zur Saison 2025/26 wurde Ole Werner neuer Cheftrainer. Zudem verpflichtete man mit David Wagner einen neuen Leiter für den Bereich Nachwuchs.

## Organisationsstruktur

### Eingetragener Verein und Mitgliedschaft
Der eingetragene Verein (e. V.) wird durch den Vorstand vertreten. Dieser besteht aus Johann Plenge (Vorsitzender), Florian Hopp, Bärbel Milsch, Matthias Reichwald und Ulrich Wolter. Dem e. V. gehören die Jugendmannschaften von der U8 bis zur U14 sowie alle Mädchenmannschaften (U17, U15, U13) an.
Im Gegensatz zu allen anderen deutschen Fußballvereinen räumt RB Leipzig seinen Anhängern keine offizielle Möglichkeit ein, stimmberechtigtes Mitglied zu werden. Nach Angaben des damaligen Geschäftsführers Ulrich Wolter strebe RB Leipzig nicht die hohen Mitgliederzahlen anderer Klubs an. Laut Wolter seien Vereine, in denen Fans aus der Ultra-Szene Strukturen geschaffen haben, nicht im Sinne des deutschen Fußballs, und man wolle sich solchen Zuständen absolut entziehen. So hatte der Verein nach übereinstimmenden Medienberichten in den ersten fünf Jahren seiner Vereinsgeschichte weniger als zehn ordentliche Mitglieder. Für die Gründung eines eingetragenen Vereins sind gemäß § 56 BGB mindestens sieben Mitglieder nötig. Im Rahmen der Lizenzvergabe für die 2. Bundesliga erteilte die DFL dem Verein mehrere Auflagen, unter anderem die Neustrukturierung der Führungsebene. Im Zuge dessen eröffnete RB Leipzig auch erstmals die Möglichkeit, offizielles Fördermitglied zu werden. Der Jahresbeitrag liegt zwischen 70 und 1000 Euro und dient der Förderung des Nachwuchsbereichs. Im Gegenzug erhalten die Fördermitglieder das Recht zur Teilnahme an den Mitgliederversammlungen und Informationsrechte, sowie bestimmte Privilegien wie Karten-Vorkaufsrecht, ein Treffen mit der Mannschaft und ein Fitnesstraining im Stadion. Im Zuge der Diskussion über den möglichen Neubau eines größeren Stadions äußerte der Vorstand Oliver Mintzlaff im März 2016, dass RB Leipzig 17 stimmberechtigte Mitglieder und ca. 300 weitere Fördermitglieder habe.
Im März 2024 hatte der Verein insgesamt knapp über 1.100 Mitglieder, darunter 23 stimmberechtigte Mitglieder und rund 750 Fördermitglieder, die nicht stimmberechtigt sind.

### RasenBallsport Leipzig GmbH
Die Lizenzspielerabteilung und die Nachwuchsteams bis zur U15 wurden nach Beschluss der Mitgliederversammlung der damals 14 stimmberechtigten Vereinsmitglieder am 2. Dezember 2014 rückwirkend zum Saisonbeginn 2014/15 in die RasenBallsport Leipzig GmbH ausgegliedert. Ebenso gehören die Frauenmannschaften zur GmbH.
Die RBL GmbH entstand am 8. Dezember 2014 durch Umbenennung der bereits am 14. August 2014 gegründeten Vorratsgesellschaft Erste OHU Vermögensverwaltung GmbH. Das Stammkapital der GmbH beträgt 2,5 Mio. Euro und ist gemäß § 3 Abs. 1 Nr. 4 GmbHG in Stammeinlagen zerlegt, mit denen sich die Gesellschafter an der Gesellschaft beteiligen. Aktuell wird das Stammkapital zu 99 Prozent von der Red Bull GmbH und zu einem Prozent vom Verein gehalten. Um die 50+1-Regel zu wahren, muss der Verein aber die Stimmenmehrheit in der Gesellschafterversammlung besitzen. Die GmbH wird von den Geschäftsführern, derzeit Florian Hopp (Finanzen), Johann Plenge (Unternehmensentwicklung und Unternehmenssteuerung) und Marcel Schäfer (Sport), vertreten.
Die GmbH setzte im Kalenderjahr 2015, als man in der zweiten Liga aktiv war, 81,71 Millionen Euro um. Der Jahresumsatz der anderen Zweitligisten in der Saison 2015/16 lag im Durchschnitt bei 33,8 Millionen Euro. Die Verbindlichkeiten zum 31. Dezember 2015 betrugen 58,92 Millionen Euro, davon 52,38 Millionen Euro gegenüber dem alleinigen Investor Red Bull. Diese Gelder waren im Jahresabschluss 2015 nicht wie üblich bei einem Sponsoring als Zuwendungen geführt, sondern als Darlehen. Dadurch besteht eine Rückzahlungsverpflichtung gegenüber dem Darlehensgeber. Als Begründung für die Verbindlichkeiten werden die erfolgten Investitionen in Spielertransfers angegeben. Die Summe für diesen im Jahresabschluss als „Spielerwerte“ bezeichneten Posten betrug 2015 insgesamt 48,77 Millionen Euro.

## Erfolge

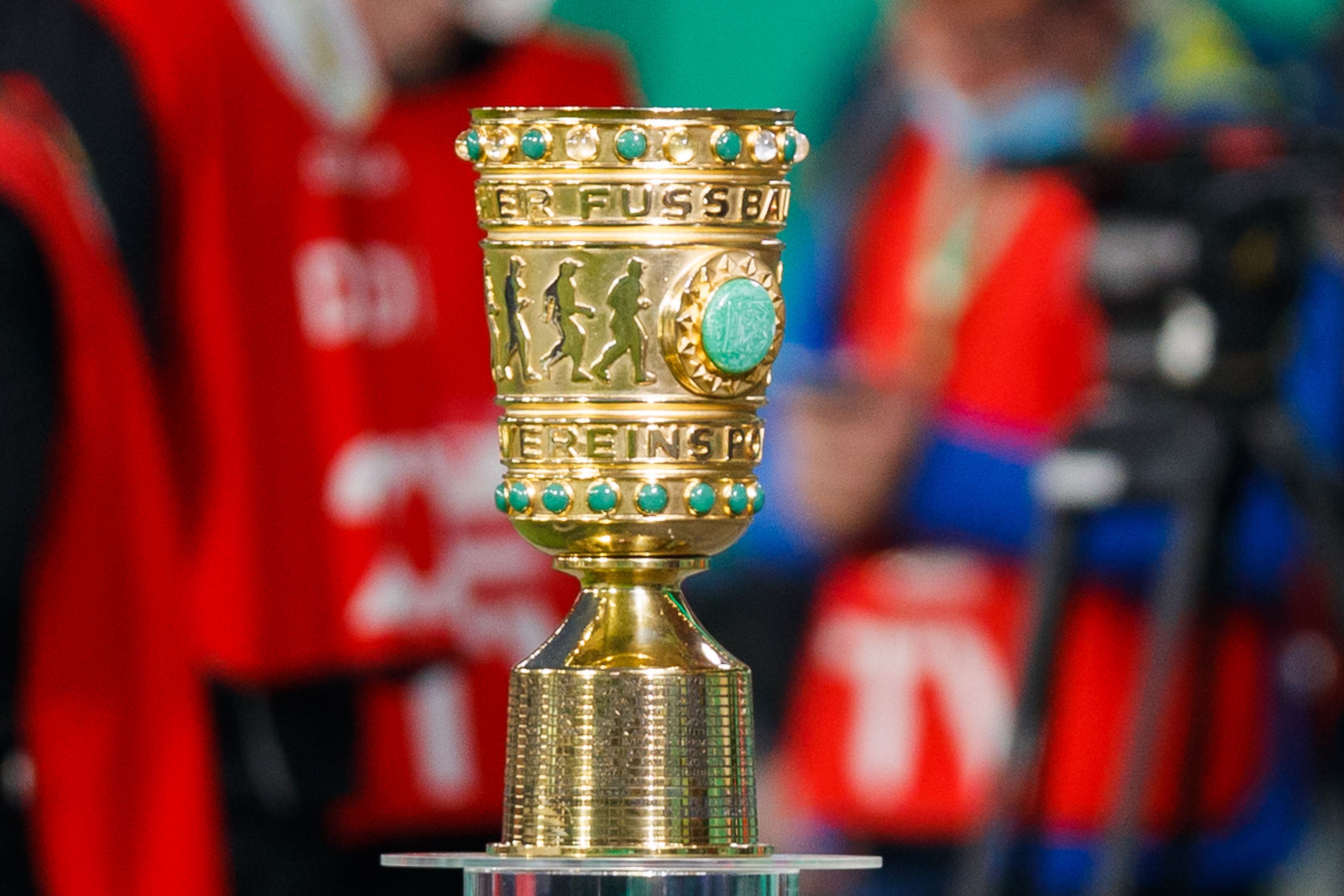
Nachbildung des DFB-Pokals am Spielfeldrand der Red Bull Arena, Halbfinale 2022

### Titel
| Titel                                      | Jahre      | Anz. |
| national                                   |            |      |
| Pokalsieger                                | 2022, 2023 | 2    |
| Supercupsieger                             | 2023       | 1    |
| regional                                   |            |      |
| Meister der Oberliga Nordost (Staffel Süd) | 2010       | 1    |
| Meister der Regionalliga Nordost           | 2013       | 1    |
| Sachsenpokal-Sieger                        | 2011, 2013 | 2    |

### Weitere Erfolge
- Aufstiege:
  - in die Regionalliga Nord: 2010
  - in die 3. Liga: 2013
  - in die 2. Bundesliga: 2014
  - in die Bundesliga: 2016
- Sachsens Mannschaft des Jahres: 2017
- DFB-Pokalfinalist: 2019, 2021
- Deutscher Vizemeister: 2017, 2021

### Individuelle Erfolge (Auswahl)

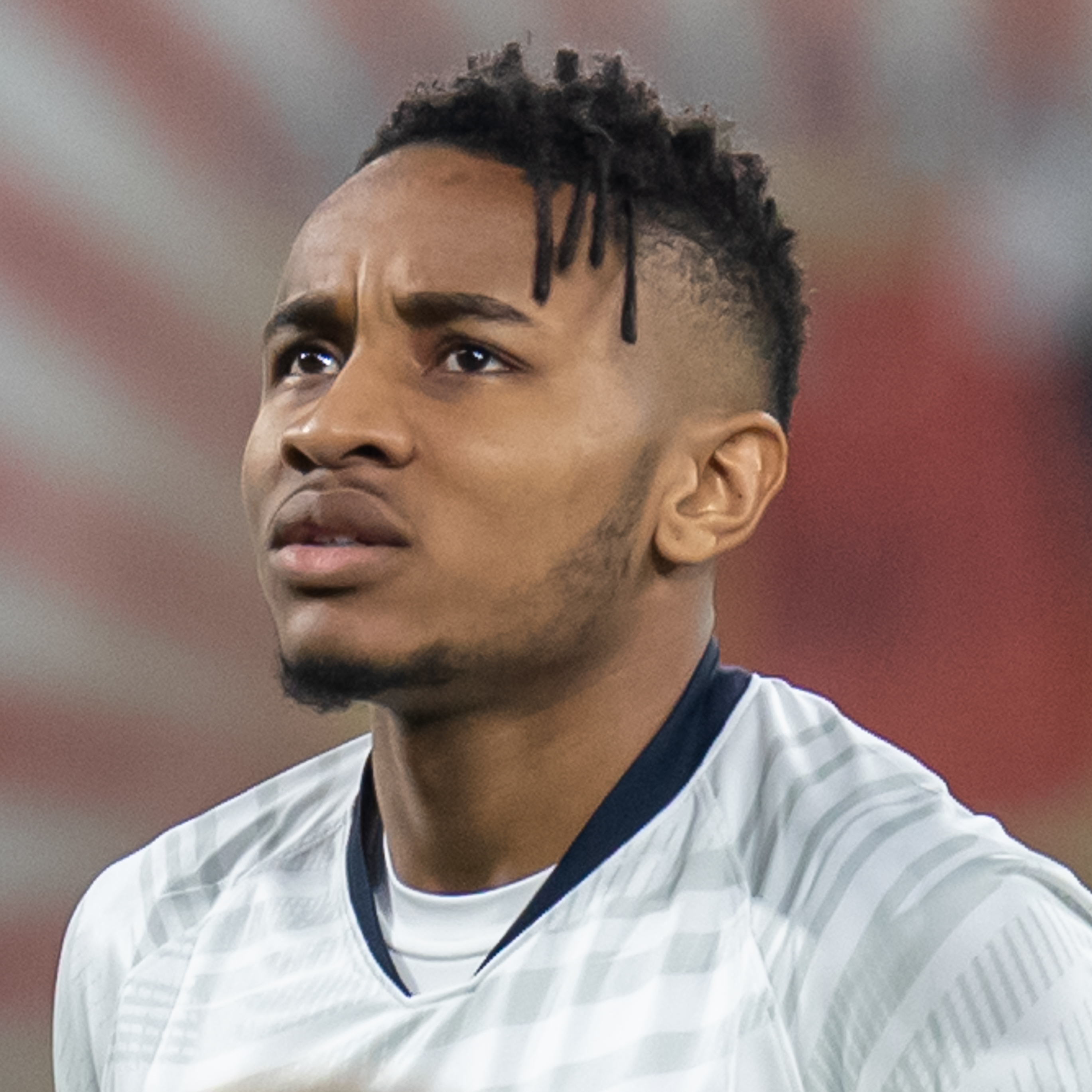
Christopher Nkunku (2020)

- Torschützenkönig der Fußball-Bundesliga: Christopher Nkunku 2022/23 (16 Tore)
- Deutschlands Fußballer des Jahres: Christopher Nkunku 2022

### Europapokalbilanz
→ Ausführliche Bilanz: RB Leipzig/Europapokalstatistik
Aufgeführt sind die Spielzeiten, in denen der Verein an den Endrunden der europäischen Klubwettbewerbe teilgenommen hat.
- UEFA Champions League (7): 2017/18, 2019/20. 2020/21, 2021/22, 2022/23, 2023/24, 2024/25
- UEFA Europa League (3): 2017/18 1, 2018/19, 2021/22 1

## Erste Mannschaft

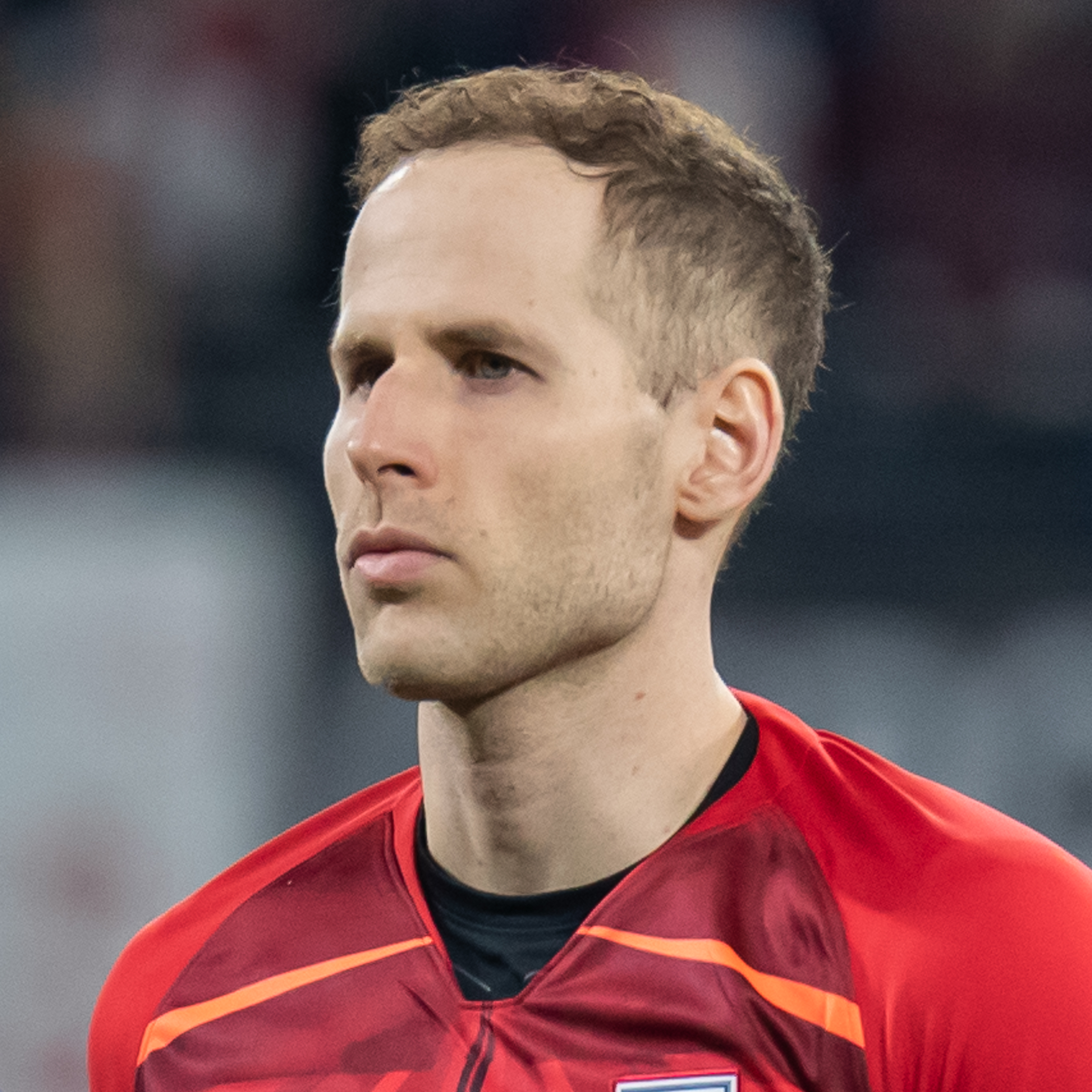
Stammtorhüter Péter Gulácsi

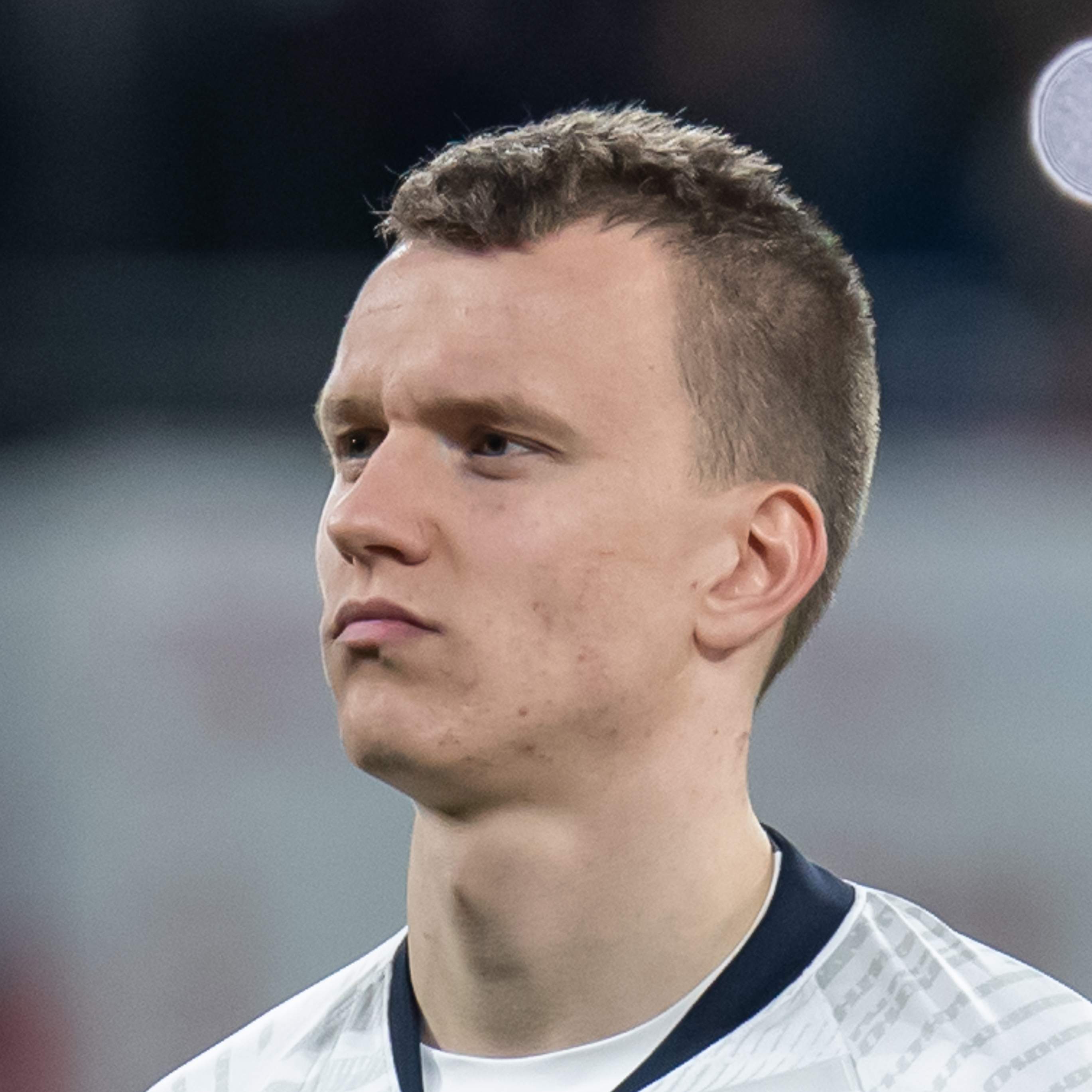
Lukas Klostermann, deutscher Nationalspieler

### Kader der Saison 2025/26
Kapitän der Mannschaft ist David Raum. Sein Stellvertreter ist Xaver Schlager.
Stand: 18. August 2025
| Nr.        | Nat.           | Name                    | Geburtstag    | im Verein seit | Vertrag bis |
| ---------- | -------------- | ----------------------- | ------------- | -------------- | ----------- |
| Tor        |                |                         |               |                |             |
| 01         | Ungarn         | Péter Gulácsi           | 6. Mai 1990   | 2015           | 2026        |
| 25         | Deutschland    | Leopold Zingerle        | 10. Apr. 1994 | 2023           | 2026        |
| 26         | Belgien        | Maarten Vandevoordt     | 26. Feb. 2002 | 2024           | 2029        |
| Abwehr     |                |                         |               |                |             |
| 02         | Niederlande    | Lutsharel Geertruida    | 18. Juli 2000 | 2024           | 2029        |
| 04         | Ungarn         | Willi Orban             | 3. Nov. 1992  | 2015           | 2027        |
| 05         | Frankreich     | El Chadaille Bitshiabu  | 16. Mai 2005  | 2023           | 2029        |
| 16         | Deutschland    | Lukas Klostermann       | 3. Juni 1996  | 2014           | 2028        |
| 17         | Deutschland    | Ridle Baku              | 8. Apr. 1998  | 2025           | 2027        |
| 19         | Serbien        | Kosta Nedeljković       | 16. Dez. 2005 | 2025           | 2026        |
| 22         | Deutschland    | David Raum              | 22. Apr. 1998 | 2022           | 2027        |
| 23         | Frankreich     | Castello Lukeba         | 17. Dez. 2002 | 2023           | 2029        |
| 35         | Deutschland    | Max Finkgräfe           | 27. März 2004 | 2025           | 2030        |
| 39         | Deutschland    | Benjamin Henrichs       | 23. Feb. 1997 | 2020           | 2028        |
| Mittelfeld |                |                         |               |                |             |
| 06         | Niederlande    | Ezechiel Banzuzi        | 16. Feb. 2005 | 2025           | 2030        |
| 07         | Norwegen       | Antonio Nusa            | 17. Apr. 2005 | 2024           | 2029        |
| 08         | Mali           | Amadou Haidara          | 31. Jan. 1998 | 2018           | 2026        |
| 10         | Niederlande    | Xavi Simons             | 21. Apr. 2003 | 2023           | 2027        |
| 13         | Osterreich     | Nicolas Seiwald         | 4. Mai 2001   | 2023           | 2028        |
| 14         | Osterreich     | Christoph Baumgartner   | 1. Aug. 1999  | 2023           | 2028        |
| 18         | Belgien        | Arthur Vermeeren        | 7. Feb. 2005  | 2024           | 2029        |
| 20         | Deutschland    | Assan Ouédraogo         | 9. Mai 2006   | 2024           | 2029        |
| 24         | Osterreich     | Xaver Schlager          | 28. Sep. 1997 | 2022           | 2026        |
| 33         | Serbien        | Andrija Maksimović      | 5. Juni 2007  | 2025           | 2030        |
| 42         | Belgien        | Joyeux Masanka BungiU19 | 24. Jan. 2007 | 2023           | 2027        |
| 44         | Slowenien      | Kevin Kampl             | 9. Okt. 1990  | 2017           | 2026        |
| 45         | Nordmazedonien | Eljif Elmas             | 24. Sep. 1999 | 2024           | 2028        |
| 47         | Deutschland    | Viggo Gebel U19         | 22. Nov. 2007 | 2017           | 2028        |
| Angriff    |                |                         |               |                |             |
| 09         | Belgien        | Johan Bakayoko          | 20. Apr. 2003 | 2025           | 2030        |
| 11         | Belgien        | Loïs Openda             | 16. Feb. 2000 | 2023           | 2028        |
| 27         | Frankreich     | Tidiam Gomis            | 8. Aug. 2006  | 2025           | 2029        |
| 36         | Deutschland    | Timo Werner             | 6. März 1996  | 2022           | 2026        |
| 40         | Brasilien      | Rômulo                  | 8. Feb. 2002  | 2025           | 2030        |
| 49         | Elfenbeinküste | Yan Diomande            | 14. Nov. 2006 | 2025           | 2030        |
|            | Deutschland    | Robert Ramšak           | 28. Okt. 2006 | 2024           | 2027        |

### Transfers der Saison 2025/26
Stand: 18. August 2025
| Zugänge            | Zugänge                      |
| Spieler            | Abgebender Verein            |
| Sommerpause 2025   | Sommerpause 2025             |
| ------------------ | ---------------------------- |
| Johan Bakayoko     | PSV Eindhoven                |
| Ezechiel Banzuzi   | Oud-Heverlee Löwen           |
| Yan Diomande       | CD Leganés                   |
| Eljif Elmas        | FC Turin (Leihende)          |
| Max Finkgräfe      | 1. FC Köln                   |
| Nuha Jatta         | FC Turin U20 (Leihende)      |
| Andrija Maksimović | FK Roter Stern Belgrad       |
| Rômulo             | Göztepe Izmir                |
| Timo Werner        | Tottenham Hotspur (Leihende) |

| Abgänge           | Abgänge                            |
| Spieler           | Aufnehmender Verein                |
| Sommerpause 2025  | Sommerpause 2025                   |
| ----------------- | ---------------------------------- |
| Janis Blaswich    | Bayer 04 Leverkusen *              |
| Yannick Eduardo   | FC Dordrecht (Leihe) *             |
| Frederik Jäkel    | Eintracht Braunschweig (Leihe) *** |
| Nuha Jatta        | VfB Stuttgart II                   |
| Tim Köhler        | VfB Stuttgart II ****              |
| Jonathan Norbye   | Arminia Bielefeld (Leihe)          |
| Yussuf Poulsen    | Hamburger SV                       |
| Timo Schlieck     | SpVgg Greuther Fürth (Leihe) ***** |
| Benjamin Šeško    | Manchester United                  |
| nach Saisonbeginn |                                    |
| André Silva       | FC Elche ******                    |

### Trainerstab
Stand: 9. Juli 2025
| Nat.          | Name                | Funktion         |
| Trainerstab   | Trainerstab         | Trainerstab      |
| ------------- | ------------------- | ---------------- |
| Ungar         | Ole Werner          | Cheftrainer      |
| Deutscher     | Tom Cichon          | Assistenztrainer |
| Deutscher     | Patrick Kohlmann    | Assistenztrainer |
| Deutscher     | Frederik Gößling    | Torwarttrainer   |
| Deutscher     | Daniel Behlau       | Athletiktrainer  |
| Österreicher  | Patrick Eibenberger | Athletiktrainer  |
| Deutscher     | Ruwen Faller        | Athletiktrainer  |
| Deutscher     | Kai Kraft           | Athletiktrainer  |
| US-Amerikaner | Peter Schneider     | Mentaltrainer    |

## Statistisches

### Rekordspieler
In den folgenden Tabellen sind die Spieler mit den meisten Pflichtspielen und Pflichtspieltoren für die erste Mannschaft von RB Leipzig angegeben. Neben den Ligaspielen werden alle Spiele in nationalen und internationalen Pokalwettbewerben berücksichtigt.
Stand: Ende der Saison 2024/25
| Einsätze                    | Einsätze           | Einsätze   | Einsätze |
| --------------------------- | ------------------ | ---------- | -------- |
| 01                          | Yussuf Poulsen     | 2013–2025  | 425      |
| 02                          | Willi Orban        | 2015–heute | 348      |
| 03                          | Péter Gulácsi      | 2015–heute | 339      |
| 04                          | Lukas Klostermann  | 2014–heute | 326      |
| 05                          | Emil Forsberg      | 2015–2023  | 325      |
| 06                          | Kevin Kampl        | 2017–heute | 280      |
| 07                          | Marcel Halstenberg | 2015–2023  | 240      |
| 08                          | Marcel Sabitzer    | 2015–2021  | 229      |
| 09                          | Amadou Haidara     | 2018–heute | 222      |
| 010                         | Diego Demme        | 2014–2020  | 214      |
| kursiv = noch bei RBL aktiv |                    |            |          |

| Tore                        | Tore               | Tore       | Tore |
| --------------------------- | ------------------ | ---------- | ---- |
| 01                          | Timo Werner        | 2016–heute | 113  |
| 02                          | Yussuf Poulsen     | 2013–2025  | 95   |
| 03                          | Daniel Frahn       | 2010–2015  | 93   |
| 04                          | Emil Forsberg      | 2015–2023  | 71   |
| 05                          | Christopher Nkunku | 2019–2023  | 70   |
| 06                          | Marcel Sabitzer    | 2015–2021  | 52   |
| 07                          | Loïs Openda        | 2023–heute | 41   |
| 08                          | Benjamin Šeško     | 2023–heute | 39   |
| 09                          | Dominik Kaiser     | 2012–2018  | 36   |
| 010                         | Willi Orban        | 2015–heute | 33   |
| kursiv = noch bei RBL aktiv |                    |            |      |

### Cheftrainer
Die folgende Tabelle zeigt alle bisherigen Cheftrainer der ersten Mannschaft von RB Leipzig. Die Statistik umfasst ausschließlich Ligaspiele. Nationale und internationale Pokalwettbewerbe sowie die Spiele um den Aufstieg in die 3. Liga finden keine Berücksichtigung. Interimstrainer sind nur berücksichtigt, sofern sie ein Pflichtspiel absolvierten. Beierlorzer war im Dezember 2021 für ein Champions-League-Spiel verantwortlich.
Stand: 30. März 2025
| Nr.  | Name                   | Zeit          | Zeit          | Zeit | Ligastatistik | Ligastatistik | Ligastatistik | Ligastatistik | Ligastatistik | Ligastatistik | Ligastatistik | Liga          |
| Nr.  | Name                   | von           | bis           | Tage | Sp            | S             | U             | N             | TD            | P             | P/Sp          | Liga          |
| ---- | ---------------------- | ------------- | ------------- | ---- | ------------- | ------------- | ------------- | ------------- | ------------- | ------------- | ------------- | ------------- |
| 01   | Tino Vogel             | 13. Juni 2009 | 31. Mai 2010  | 364  | 30            | 26            | 2             | 2             | +57           | 80            | 2,67          | V             |
| 02   | Tomas Oral             | 29. Juni 2010 | 28. Mai 2011  | 364  | 34            | 18            | 10            | 6             | +28           | 64            | 1,88          | IV            |
| 03   | Peter Pacult           | 27. Juni 2011 | 3. Juli 2012  | 368  | 34            | 22            | 7             | 5             | +41           | 73            | 2,15          | IV            |
| 04   | Alexander Zorniger     | 4. Juli 2012  | 11. Feb. 2015 | 953  | 88            | 52            | 24            | 12            | +82           | 180           | 2,05          | IV • III • II |
| 05   | Achim Beierlorzer Int. | 11. Feb. 2015 | 24. Mai 2015  | 139  | 14            | 6             | 3             | 5             | ±0            | 21            | 1,50          | II            |
| 06   | Ralf Rangnick          | 22. Juni 2015 | 15. Mai 2016  | 328  | 34            | 20            | 7             | 7             | +22           | 67            | 1,97          | II            |
| 07   | Ralph Hasenhüttl       | 1. Juli 2016  | 16. Mai 2018  | 684  | 68            | 35            | 15            | 18            | +31           | 120           | 1,76          | I             |
| 0(6) | Ralf Rangnick          | 9. Juli 2018  | 25. Mai 2019  | 320  | 34            | 19            | 9             | 6             | +34           | 66            | 1,94          | I             |
| 08   | Julian Nagelsmann      | 1. Juli 2019  | 22. Mai 2021  | 691  | 68            | 37            | 20            | 11            | +72           | 131           | 1,93          | I             |
| 09   | Jesse Marsch           | 1. Juli 2021  | 4. Dez. 2021  | 156  | 14            | 5             | 3             | 6             | +7            | 18            | 1,29          | I             |
| 0(5) | Achim Beierlorzer Int. | 5. Dez. 2021  | 8. Dez. 2021  | 3    | 0             | 0             | 0             | 0             | ±0            | 0             | –             | I             |
| 10   | Domenico Tedesco       | 9. Dez. 2021  | 7. Sep. 2022  | 272  | 25            | 13            | 6             | 6             | +25           | 45            | 1,80          | I             |
| 11   | Marco Rose             | 8. Sep. 2022  | 30. März 2025 | 934  | 89            | 49            | 22            | 21            | +71           | 168           | 1,89          | I             |
| 12   | Zsolt Lőw Int.         | 30. März 2025 | 30. Juni 2025 | 92   | 0             | 0             | 0             | 0             | 0             | 0             | 0             | I             |

### Vorstandsvorsitzende des RB Leipzig e. V.
| Nr. | Name                 | Zeit                        | Zeit          | Zeit         |
| Nr. | Name                 | von                         | bis           | Tage         |
| --- | -------------------- | --------------------------- | ------------- | ------------ |
| 01  | Andreas Sadlo        | 19. Mai 2009                | 15. Jan. 2010 | 241          |
| 02  | Dietmar Beiersdorfer | 24. Feb. 2010               | 8. Apr. 2011  | 408          |
| 03  | Florian Müller       | 7. Sep. 2011 (Bekanntgabe)  | 12. Juni 2014 | 1009 (mind.) |
| 04  | Oliver Mintzlaff     | 12. Juni 2014               | 15. Nov. 2022 | 3078         |
| 05  | Johann Plenge        | 12. Jan. 2023 (Bekanntgabe) | aktiv         | 951 (mind.)  |

### Vorsitzende der Geschäftsführung der RB Leipzig GmbH
Am 8. Dezember 2014 wurde die Lizenzspielerabteilung des RB Leipzig e. V. in die RB Leipzig GmbH ausgegliedert. Wolter und Zimmermann führten die GmbH bis zur Bestellung von Mintzlaff als gleichberechtigtes Duo. Mintzlaff war nach dem Ausscheiden von Zimmermann bis Juli 2020 alleiniger Geschäftsführer.
| Name             | Zeit         | Zeit          | Zeit |
| Name             | von          | bis           | Tage |
| ---------------- | ------------ | ------------- | ---- |
| Ulrich Wolter    | 8. Dez. 2014 | 31. Dez. 2015 | 388  |
| Frank Zimmermann | 8. Dez. 2014 | 26. Apr. 2016 | 505  |
| Oliver Mintzlaff | 1. Jan. 2016 | 15. Nov. 2022 | 2510 |

### Hauptverantwortliche im Sportmanagement
Die Sportdirektoren arbeiteten bis zur Ausgliederung unter dem Vorstand des RB Leipzig e. V. Nach der Trennung von Krug war der Vorstandsvorsitzende Dietmar Beiersdorfer für die sportliche Leitung verantwortlich. Seit der Ausgliederung im Dezember 2014 ist dieser Posten Teil der GmbH und war der Geschäftsführung unterstellt. Nach der Trennung von Krösche zog der Vorsitzende der Geschäftsführung, Oliver Mintzlaff, für die Zeit der Vakanz die Aufgaben an sich. Mit der Verpflichtung von Eberl wurde der Posten in der Geschäftsführung erstmals auf höchster Managementebene angesiedelt.
| Name              | Zeit          | Zeit          | Zeit | Liga              | Position              |
| Name              | von           | bis           | Tage | Liga              | Position              |
| ----------------- | ------------- | ------------- | ---- | ----------------- | --------------------- |
| Joachim Krug      | 1. Juli 2009  | 30. Mai 2010  | 333  | V                 | Sportdirektor         |
| Thomas Linke      | 24. Feb. 2011 | 4. Mai 2011   | 69   | IV                | Sportdirektor         |
| Wolfgang Loos     | 1. Juli 2011  | 30. Juni 2012 | 365  | IV                | Sportdirektor         |
| Ralf Rangnick     | 1. Juli 2012  | 30. Juni 2019 | 2555 | IV • III • II • I | Sportdirektor         |
| Markus Krösche    | 1. Juli 2019  | 26. Apr. 2021 | 665  | I                 | Sportdirektor         |
| Max Eberl         | 1. Dez. 2022  | 29. Sep. 2023 | 302  | I                 | Geschäftsführer Sport |
| Rouven Schröder * | 29. Sep. 2023 | 31. Juli 2024 | 306  | I                 | Sportdirektor         |
| Marcel Schäfer    | 1. Aug. 2024  | aktiv         | 384  | I                 | Geschäftsführer Sport |

## Zweite Mannschaft
| Saison                    | Liga (Stufe)              | Platz | Tore   | Punkte | Cheftrainer  |
| ------------------------- | ------------------------- | ----- | ------ | ------ | ------------ |
| 2009/10                   | Bezirksliga Leipzig (VII) | 01    | 109:27 | 74     | Olaf Brosius |
| 2010/11                   | Bezirksliga Leipzig (VII) | 01    | 65:32  | 60     | Roman Müller |
| 2011/12                   | Sachsenliga (VI)          | 04    | 62:34  | 53     | Tino Vogel   |
| 2012/13                   | Sachsenliga (VI)          | 03    | 69:25  | 67     | Tino Vogel   |
| 2013/14                   | Sachsenliga (VI)          | 01    | 99:18  | 75     | Tino Vogel   |
| 2014/15                   | Oberliga Nordost (V)      | 01    | 82:21  | 72     | Tino Vogel   |
| 2015/16                   | Regionalliga Nordost (IV) | 11    | 49:48  | 44     | Tino Vogel   |
| 2016/17                   | Regionalliga Nordost (IV) | 03    | 67:42  | 60     | Robert Klauß |
| grün unterlegt: Aufstiege |                           |       |        |        |              |

Die zweite Mannschaft übernahm zur Saison 2009/10 das Startrecht der zweiten Mannschaft des SSV Markranstädt in der siebtklassigen Bezirksliga Leipzig und wurde mit 74 Punkten Meister. Das Startrecht für die Sachsenliga gab man zur Saison 2010/11 allerdings wieder an den SSV Markranstädt ab und startete mit dem Spielrecht und dem Großteil der Mannschaft des ESV Delitzsch erneut in der siebtklassigen Bezirksliga Leipzig. Die Saison verlief sehr gut, sodass am vorletzten Spieltag die Meisterschaft gewonnen wurde. Zwischenzeitlich vermutete man, dass RB Leipzig das Oberliga-Spielrecht des aufgelösten Vereins FC Sachsen Leipzig übernehmen könnte, doch dieses Angebot wurde nicht wahrgenommen, sodass die U23 durch sportlichen Erfolg aufstieg. In der Saison 2011/12 erreichte das Team auf Anhieb den vierten Platz in der sechstklassigen Sachsenliga. Auch in der darauffolgenden Spielzeit verpasste die zweite Mannschaft den Aufstieg und beendete die Saison auf dem dritten Platz. In der Saison 2013/14 stand sie seit dem ersten Spieltag auf Platz 1 der Sachsenliga und stieg in die fünftklassige Oberliga Nordost auf. Es gelang dem Team in der Saison 2014/15, sich schnell in jene Spielklasse zu integrieren und diese zu dominieren. Den frühzeitig eroberten ersten Tabellenplatz konnte man bis zum Ende der Saison verteidigen, woraus sich der Meistertitel und der Aufstieg in die vierthöchste Liga ergaben. Schließlich trat die zweite Mannschaft in den Spielzeiten 2015/16 und 2016/17 in der Regionalliga Nordost an. Die U23 trug ihre Heimspiele im Stadion am Bad in Markranstädt aus.
Im Februar 2017 kündigte Sportdirektor Rangnick die Abmeldung der U23 vom Spielbetrieb zum Saisonende 2016/17 an. Er begründete dies unter anderem mit einem Missverhältnis zwischen dem personellen und logistischen Aufwand und dem erzielten Ertrag. Der Abstand zwischen einer Regionalliga- und einer Bundesliga-Spitzenmannschaft sei zu groß, als dass Spieler auf Anhieb den Sprung in die erste Mannschaft schaffen könnten. Stattdessen wolle man sich auf die Jugendmannschaften und insbesondere auf die B1- (U17) und A-Junioren (U19) konzentrieren. In Letzterer sollen solche Nachwuchsspieler zum Einsatz kommen, denen man später eine Bundesligakarriere zutraue. Nachrückende Jugendspieler, bei denen das nicht der Fall sei, sollen an Mannschaften aus der 2. Bundesliga oder 3. Liga verliehen werden.

## Jugendmannschaften
Alle Jugendmannschaften des Vereins tragen ihre Heimspiele im Trainingszentrum am Cottaweg aus.

### U19
Die A-Jugend von RB Leipzig spielt seit der Saison 2014/15 in der A-Junioren-Bundesliga. In den Jahren, in denen sich die erste Mannschaft für die UEFA Champions League qualifizierte, trat man zusätzlich in der UEFA Youth League an. Dort schied man bisher immer in der Gruppenphase aus, in der Saison 2023/24 schaffte man erstmals den Sprung in das Achtelfinale.

#### Trainerstab
| Deutscher | Sebastian Heidinger | Trainer         |
| Deutscher | Ronny Thielemann    | Co-Trainer      |
| Deutscher | Ole Bernhardt       | Co-Trainer      |
| Deutscher | Arne Kampe          | Torwarttrainer  |
| Deutscher | Benedikt Hänneschen | Athletiktrainer |

#### Erfolge
- Meister der Regionalliga Nordost 2013/14 und Aufstieg in die Bundesliga
- Meister der Bundesliga Nord/Nordost 2014/15
- Landespokalsieger 2012, 2013, 2016, 2019, 2020, 2025

### U17
Die B-Jugend nimmt seit 2011 an der U-17-Bundesliga teil.

#### Trainerstab
| Deutscher | Tim Krömer     | Trainer         |
| Deutscher | Robin Schrader | Co-Trainer      |
| Deutscher | Tom Graunitz   | Co-Trainer      |
| Deutscher | Jan Zimmler    | Torwarttrainer  |
| Deutscher | Rico Hartwig   | Athletiktrainer |

#### Erfolge
- Meister der Regionalliga Nordost und Aufstieg in die Bundesliga: 2010/11
- Meister der Bundesliga Nord/Nordost: 2013/14, 2014/15, 2017/18, 2023/24
- NOFV-Pokalsieger: 2013, 2016, 2018, 2019, 2023
- Landespokalsieger: 2012, 2013, 2014, 2015, 2017, 2018

## Frauenteams
Seit der Saison 2016/17 unterhält der Verein eine Frauenfußballabteilung. Begleitet von Protesten einiger Mitkonkurrenten, die zu verschiedenen Auflagen und mehreren Spielwiederholungen führten, startete das Team direkt in der viertklassigen Landesliga Sachsen, wo man mit großem Vorsprung Meister wurde und in die Regionalliga Nordost aufstieg. In den nächsten beiden Spielzeiten landete man in dieser auf den Plätzen 4 bzw. 3. 2019 gewannen die RB-Frauen den Sachsenpokal und qualifizierten sich damit erstmals zur Teilnahme am DFB-Pokal; dort erreichte man nach einem 4:2-Sieg gegen den Zweitligisten BV Cloppenburg die 2. Runde. Zum Zeitpunkt des Abbruchs der Saison 2019/20 aufgrund der Corona-Pandemie lag das Team ungeschlagen mit 10 Punkten Vorsprung auf Platz 1 in der Regionalliga Nordost und stieg in die 2. Bundesliga auf, zusätzlich wurde der Landespokalsieg des Vorjahres wiederholt.
Nach zwei dritten Plätzen in den beiden Vorjahren wurde man in der Saison 2022/23 Zweitligameister und stieg damit erstmals in die Bundesliga auf; zudem erreichte die Mannschaft das Halbfinale des DFB-Pokals.

## Ausrüster
Ab dem 1. Juli 2024 wechselte der Club nach zehn Jahren seinen Ausrüster von Nike zu Puma.

## E-Sport-Abteilung
Seit August 2017 verfügt RB Leipzig über eine Abteilung für E-Sport. Als erster Spieler wurde Cihan Yasarlar, der zuvor für den FC Schalke 04 angetreten war, unter Vertrag genommen. Nach dem erneuten Gewinn der ESL Meisterschaft im April 2018 wurde sein Vertrag bis Ende 2019 verlängert. Im Juli 2018 stellte Geschäftsführer Oliver Mintzlaff in Aussicht, künftig „in weiteres Personal [zu] investieren und möglicherweise einen weiteren Spieler unter Vertrag [zu] nehmen.“ Man werde sich dabei aber nach wie vor auf die Fußballsimulation FIFA beschränken. Dementsprechend wurde im November 2018 Alex Czaplok verpflichtet.
Im Jahr 2020 stellte sich RB Leipzig im Bereich E-Sport neu auf. Die Verträge mit Cihan Yasarlar und Alex Czaplok wurden nicht verlängert. Unter neuem Namen RBLZ Gaming wurden Richard Hormes, Umut Gültekin und das 14-jährige Talent Anders Vejrgang verpflichtet. Mit der Zweitliga-Fußballspielerin Lena Güldenpfennig als Ersatzspielerin wurde zudem die erste Frau für die Virtual Bundesliga verpflichtet. In der Virtual Bundesliga 2020/21 konnte Gültekin als Einzelspieler das Grand Final gewinnen, das Team gewann die Süd-Ost-Division der Virtual Bundesliga, in den Play-offs schied man im Halbfinale gegen den FC St. Pauli aus. Im folgenden Jahr konnte das Team erneut die Süd-Ost-Division sich erstmals bei dem Club Championship als Titelgewinner durchsetzen. Die Tabelle stellt die errungenen Titel im Überblick dar:
| Titel             | Titel  | Austragung         | Anzahl |
| ----------------- | ------ | ------------------ | ------ |
| international     |        |                    |        |
| FIFA-Weltmeister  | Einzel | 2022 (Gültekin)    | 1      |
| FIFA-Weltmeister  | Klub   | 2023               | 1      |
| national          |        |                    |        |
| Deutscher Meister | Einzel | 2020/21 (Gültekin) | 1      |
| Deutscher Meister | Klub   | 2021/22, 2022/23   | 2      |
| DFB-ePokal-Sieger | Klub   | 2023               | 1      |

## Stadion

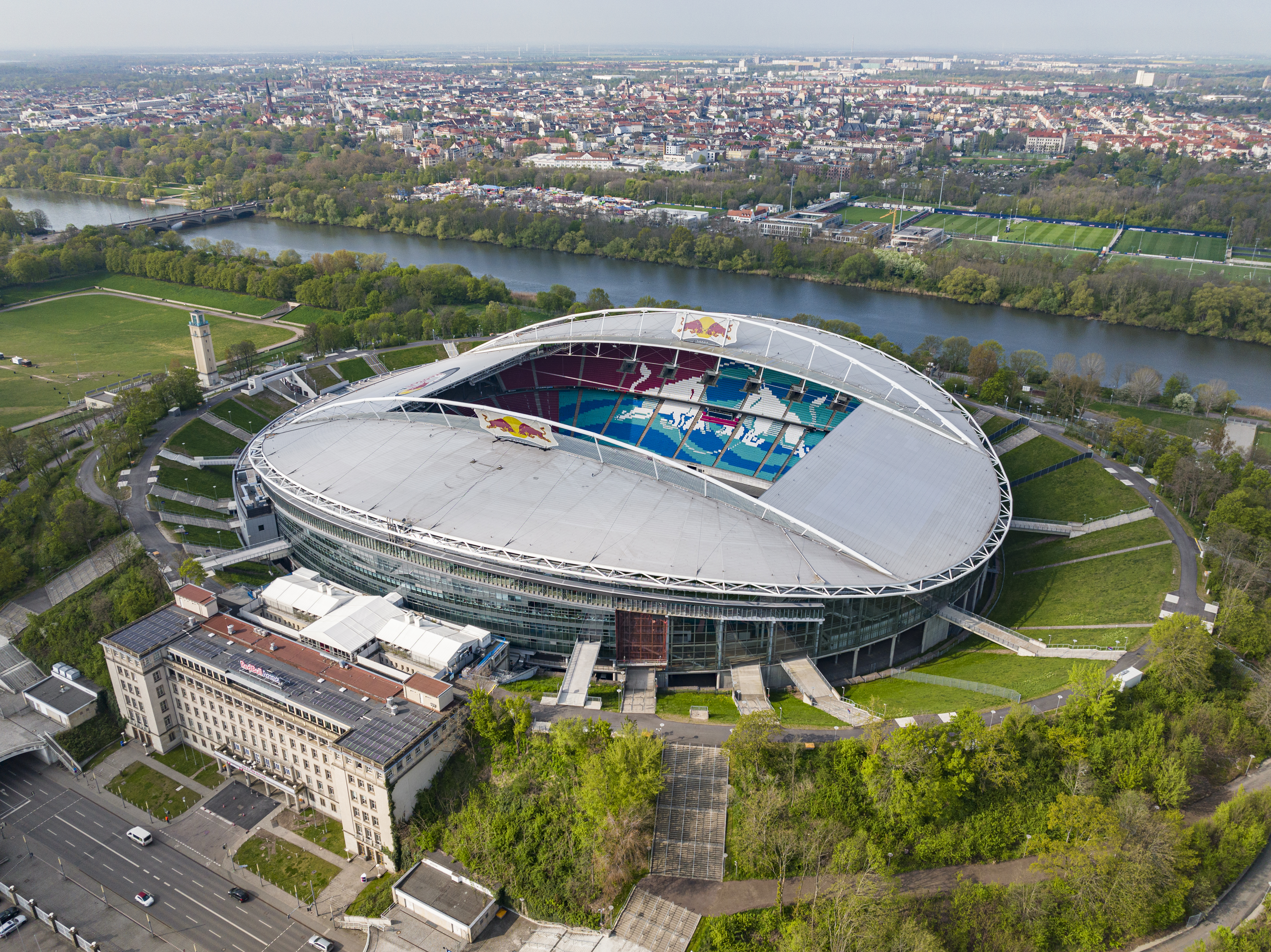
Zentralstadion
(Red Bull Arena)

RB Leipzig trägt seine Heimspiele in der 47.069 Zuschauer fassenden Red Bull Arena, dem früheren Zentralstadion, auf dem Gelände des Leipziger Sportforums aus. Der Vertrag über die Namensrechte des Stadions läuft bis 2040. In der ersten Saison 2009/10 trug der Verein seine Heimspiele im 5.500 Zuschauer fassenden Stadion am Bad in Markranstädt aus.
Zum Hinspiel der Relegation zur 3. Liga gegen die Sportfreunde Lotte kamen am 29. Mai 2013 insgesamt 30.104 Besucher in die Red Bull Arena, was zu diesem Zeitpunkt der Zuschauerrekord für ein Viertligaspiel in Deutschland war. Der Besucherrekord eines RB-Leipzig-Heimspiels liegt bei 43.429 Zuschauern, erreicht am 6. November 2021 am 11. Bundesliga-Spieltag gegen Borussia Dortmund. Auch im Sachsenpokal wurde beim Finale am 15. Mai 2013 gegen den Chemnitzer FC ein neuer Rekord aufgestellt. Mit 16.864 Zuschauern wurde der erst zwei Jahre zuvor an gleicher Stelle selbst aufgestellte Rekord von 13.958 Zuschauern nochmals überboten. RB Leipzig gewann vor dieser Rekordkulisse mit 4:2.

## Trainingszentrum

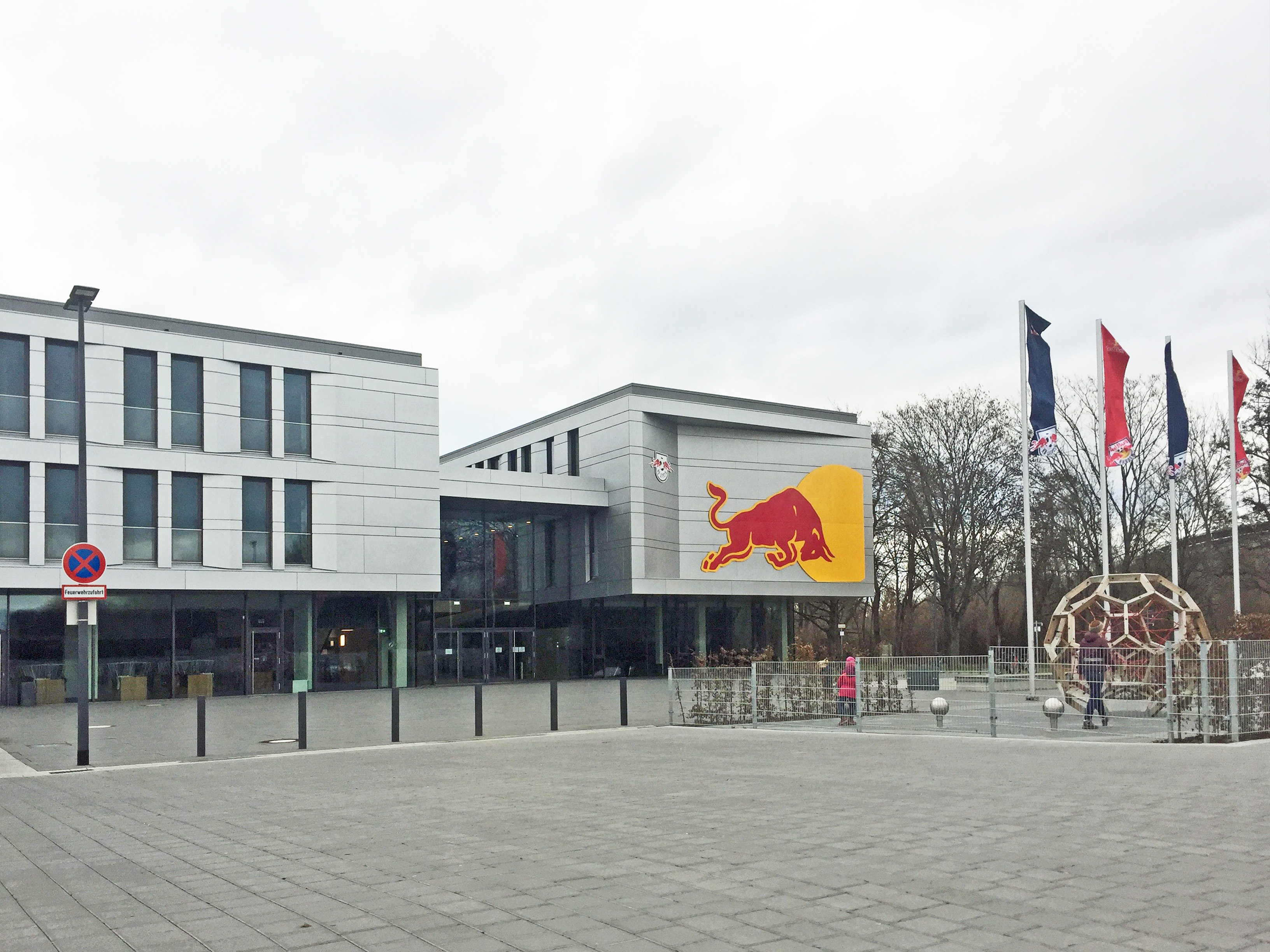
Eingang zum Trainingszentrum am Cottaweg

Red Bull gab 2010 bekannt, sich längerfristig in Leipzig engagieren zu wollen, und suchte in diesem Zusammenhang einen Standort für ein Trainingsgelände mit mehreren Natur- und Kunstrasenplätzen sowie für ein Jugendinternat. Gegen Ende des Jahres fiel die Entscheidung auf den Bereich der Leipziger Kleinmesse am Cottaweg, wo auf einer Fläche von 92.000 Quadratmetern für 30 Millionen Euro das Vereinsgelände errichtet werden soll. Nach Einwänden mehrerer Umweltschutzverbände und zähen Verhandlungen wurde den Planungen von RB Leipzig seitens der Stadt am 15. Dezember 2010 zugestimmt.
Der Ausbau begann im März 2011 und erfolgte in zwei Schritten. Während des ersten Bauabschnitts entstanden unmittelbar am Standort drei Naturrasenplätze sowie ein Kunstrasenplatz. Vorübergehend waren Mannschaftsräume und Sanitäranlagen in Containern untergebracht. Dieser fertiggestellte Abschnitt wurde am 12. August 2011 eröffnet.
Da der Stadtrat Ende November 2012 dem Bebauungsplan westlich des Cottawegs zugestimmt hatte, wurden die Pläne erneut ausgelegt. Der Genehmigungsprozess wurde erfolgreich durchlaufen, daher konnten bis Ende 2013 die Voraussetzungen für den Baubeginn geschaffen werden. Dann wurden weitere Fußballfelder, ein Jugendinternat sowie eine Tribüne für 1.000 Zuschauer gebaut, welche vorrangig für öffentliche Trainingseinheiten und Testspiele sowie für Spiele der Nachwuchsmannschaften, wie der U19, genutzt werden soll. Die Gebäude neben den Fußballplätzen wurden seit Frühjahr 2014 bis zum Sommer 2015 errichtet und kosteten 33 Millionen Euro. Im Oktober 2015 wurde das Zentrum erstmals für die Öffentlichkeit geöffnet.

## Kritik

### Diskussionen um Fankultur und Vereinspolitik
Bereits vor den ersten Spielen stand der Verein massiven Anfeindungen gegenüber. Nach der Übernahme des Spielrechts vom SSV Markranstädt gab es in dem Leipziger Vorort starke Proteste, indem unter anderem Werbebanden beschädigt und der Rasen des Spielfeldes mit Unkrautbekämpfungsmittel zerstört wurde. Anhänger der Fußballvereine FC Sachsen Leipzig und 1. FC Lokomotive Leipzig befürchteten durch die Gründung des neuen Vereins den Rückgang der traditionellen Fankultur und eine Kommerzialisierung des Fußballs in der Region. Dennoch befürworteten etwa 70 Prozent der Teilnehmer einer nicht repräsentativen Umfrage der Leipziger Volkszeitung das Engagement von Red Bull.
Vereine wie der KSV Hessen Kassel und der 1. FC Union Berlin sagten geplante Testspiele nach Fanprotesten ab. Im Rahmen der Vorbereitung zur Saison 2012/13 wurden weitere Testspiele gegen den FC Erzgebirge Aue, die Kickers Offenbach und den Chemnitzer FC zurückgezogen. Hintergrund war unter anderem die Vereins- und Personalpolitik sowie der Einfluss des Konzerns Red Bull. So konnten Fans zwar eine Vereinsmitgliedschaft beantragen, diesem Antrag musste jedoch der Ehrenrat zustimmen. Außerdem befinden sich im Vorstand des Fußballvereins ausschließlich Mitarbeiter des österreichischen Unternehmens.
Im Jahr 2011 sah der Wirtschaftswissenschaftler Tobias Kollmann, damals Präsident von Viktoria Köln, in Red Bull ein Unternehmen, das bei RB Leipzig „klare Wirtschafts- und Marketingziele für seine Produkte“ verfolge. Damit sei dieser Verein der erste „Marketingklub“ im deutschen Fußball. Die Aktivitäten von Red Bull bezeichnete er als „sportpolitisches Erdbeben im deutschen Fußball“.
Der aus Dresden stammende Matthias Sammer sieht die Entwicklung von RB Leipzig hingegen positiv, da sie gleichermaßen viele Arbeitsplätze in der Region schaffe. „Ein paar Traditionalisten werden wieder rumschreien und weinen, aber das ist nicht in Ordnung. Wenn es Lok und Chemie Leipzig nach der Wende nicht geschafft haben, ihre Kraft im Interesse des Fußballs vor Ort zu bündeln – dann gibt es immer einen lachenden Dritten“, sagte der ehemalige Sportvorstand des FC Bayern München.
Der Präsident des Nordostdeutschen Fußballverbandes (NOFV) Rainer Milkoreit wies Kritik am Finanzierungskonzept des Vereins im Mai 2014 zurück. Milkoreit begrüßte den sportlichen Aufstieg der Leipziger in die 2. Liga, welcher „für den Osten eine tolle Entwicklung“ sei. Man könne dem Klub nicht vorwerfen, dass er andere Bedingungen habe als andere Vereine aus dem Gebiet des NOFV.
Wiederholt berichtete das Magazin 11 Freunde kritisch über den Verein, so in der Ausgabe Nr. 148 (März 2014) mit dem Titel „Der große Red-Bull-Bluff“. Allerdings fungiert der Herausgeber der Zeitschrift, Matthias Hörstmann, gleichzeitig als Geschäftsführer des Unternehmens, das seit der Saison 2014/15 für das Catering bei RB Leipzig verantwortlich ist.
Zu Beginn der Saison 2014/15 wurde im Zusammenhang mit dem Aufstieg von RB Leipzig in die 2. Bundesliga die Kampagne Nein zu RB ins Leben gerufen. In dieser Spielzeit führten im Rahmen der Kampagne die Mitglieder diverser Fan- und Ultragruppierungen der Zweitligisten „kreative und aufklärerische Aktionen im und um das Stadion“ durch, „um auf die Problematik mit Vereinen wie RB Leipzig aufmerksam zu machen und eine kritische Öffentlichkeit zu schaffen, um einer Akzeptanz von RB auf Dauer entgegenzuwirken.“

### Transfergeschäfte mit anderen Red-Bull-Klubs

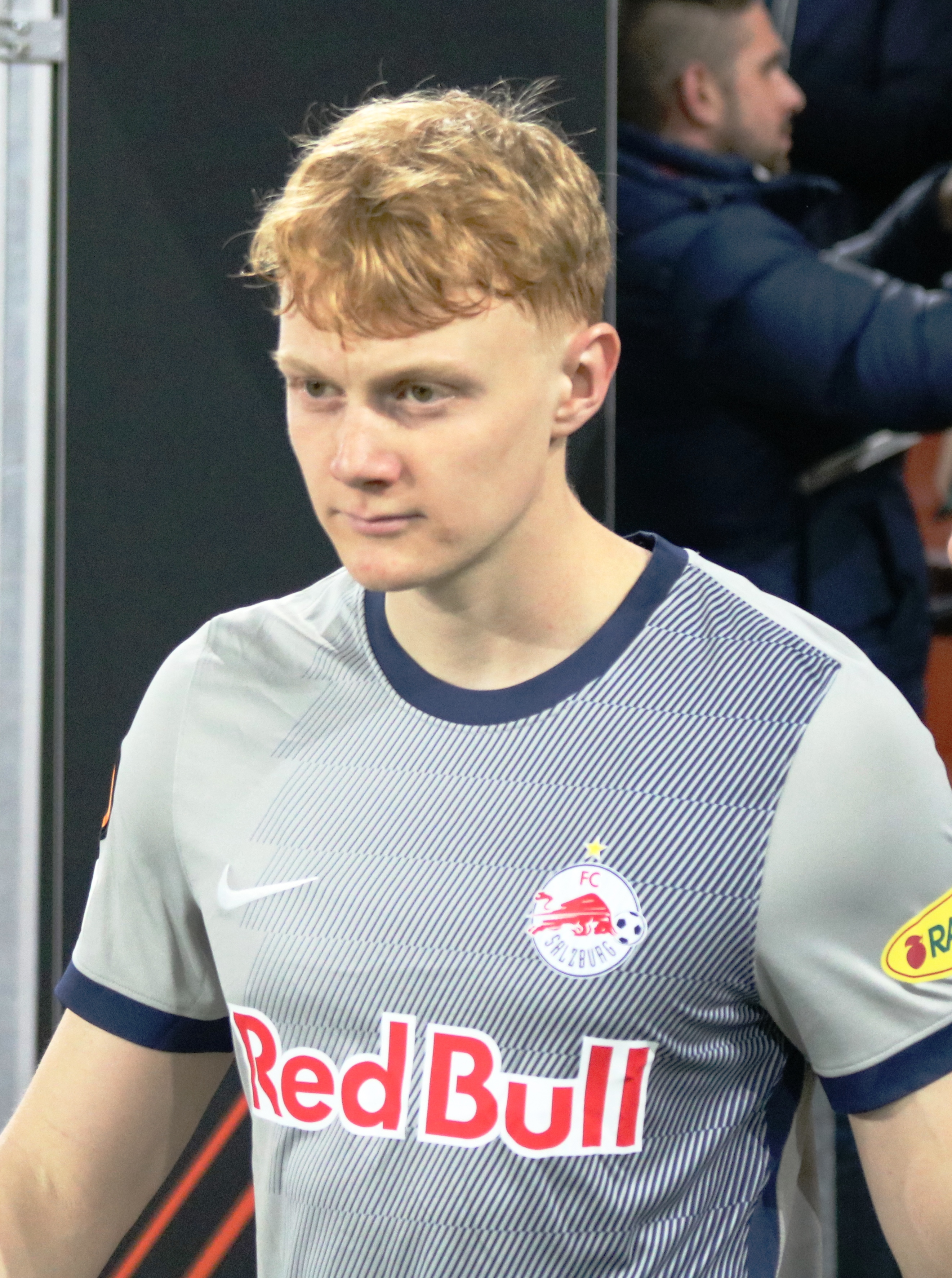
Nicolas Seiwald (Bild aus 2023) ist der bisher letzte Neuzugang vom FC Red Bull Salzburg.

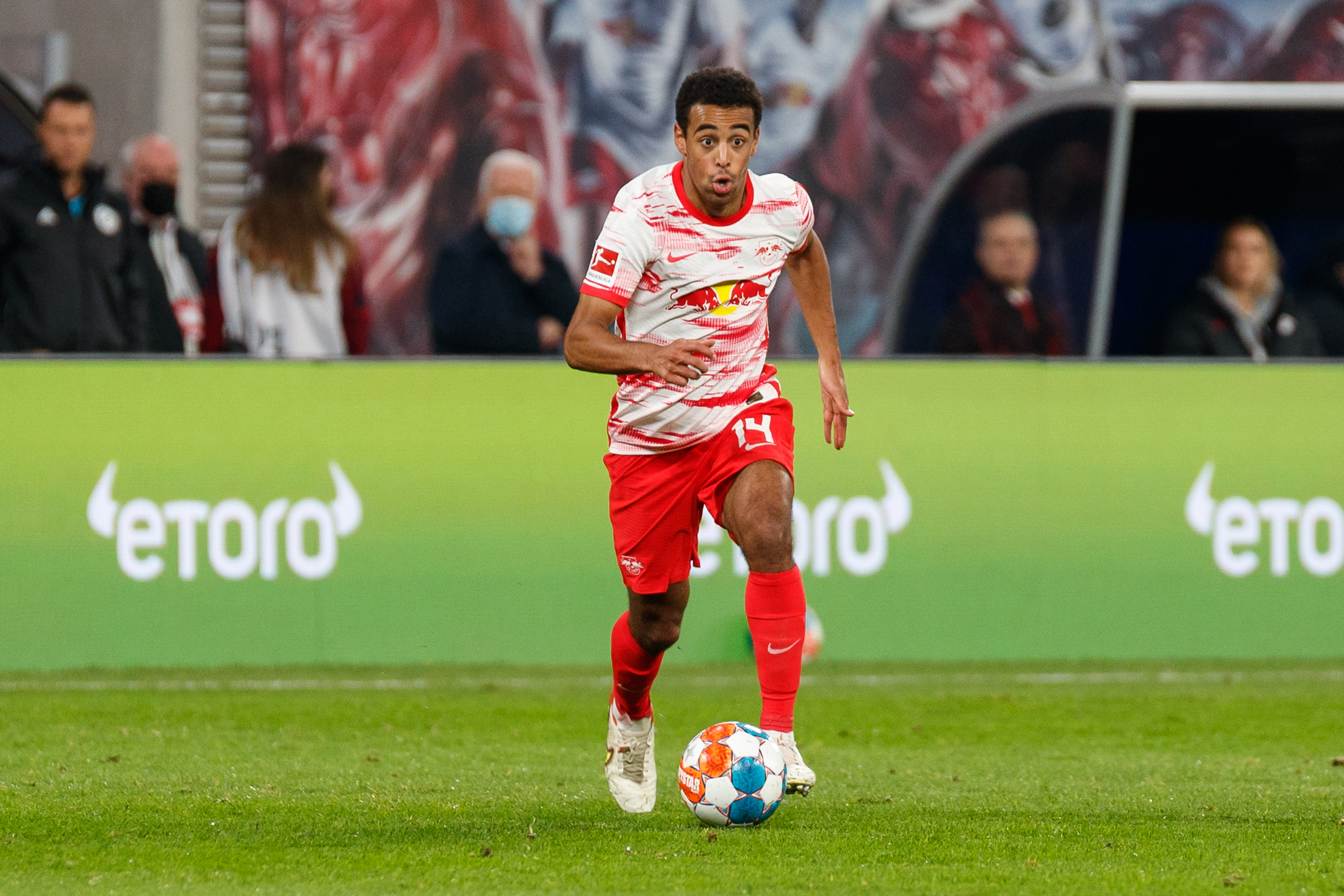
Tyler Adams (Bild aus 2021) war im Januar 2019 der erste Spieler, den RB Leipzig von den New York Red Bulls verpflichtete.

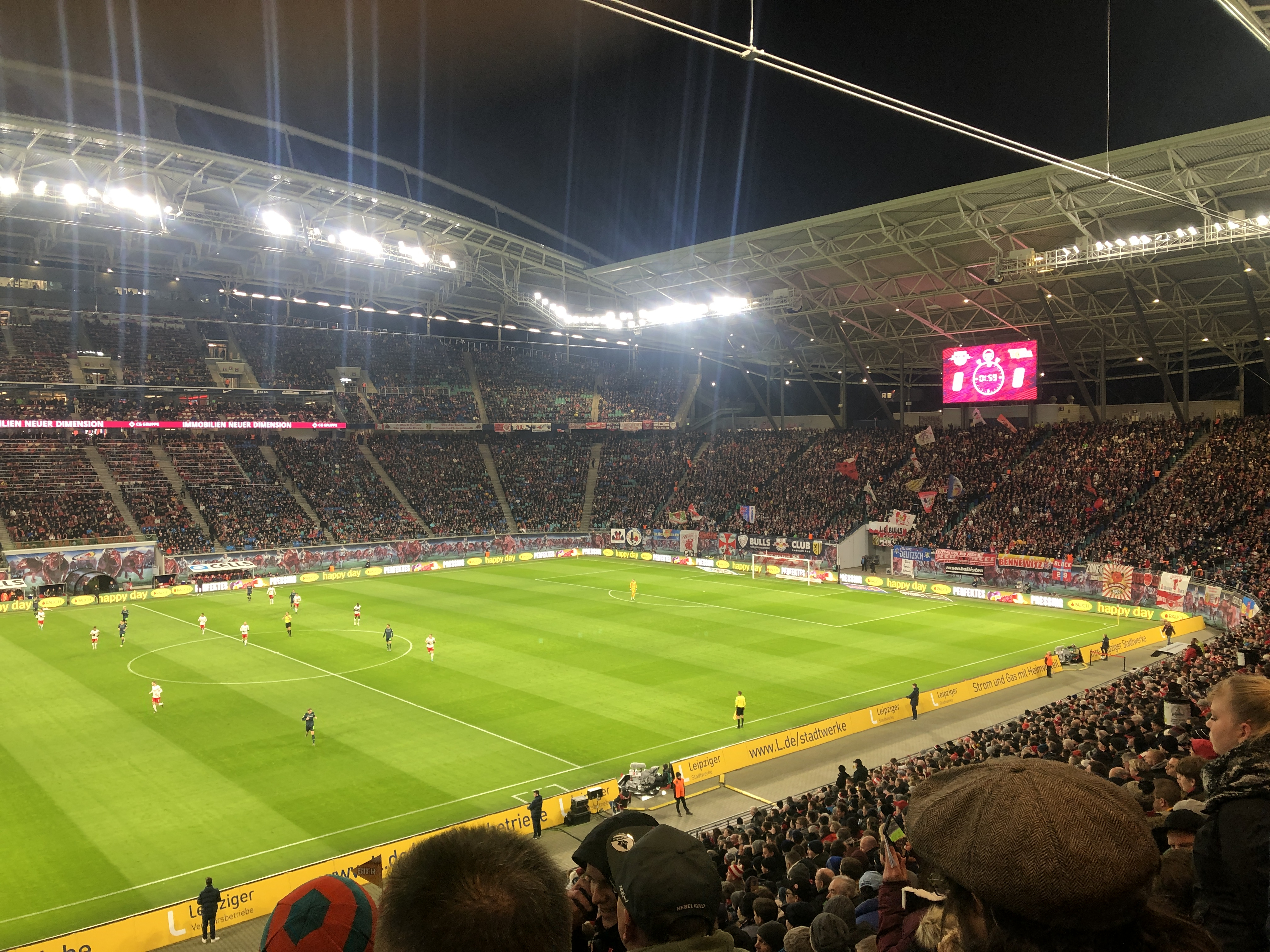
Fans und Zuschauer bei einem Heimspiel im Januar 2020.

Rechtlich bestehen keine Verbindungen mehr zwischen RB Leipzig und dem FC Red Bull Salzburg. Während die Red Bull GmbH mit 99 Prozent Hauptanteilseigner der RasenBallsport Leipzig GmbH ist, hält das Unternehmen keinerlei Anteile an der FC Red Bull Salzburg GmbH, in die der Profispielbetrieb des FC Red Bull Salzburg seit Mitte 2016 ausgegliedert ist, und tritt als Sponsor – etwa im Namen oder in Form von Trikotwerbung – auf. Dennoch kommt es häufig zu Transfers von – zumeist jungen – Spielern vom FC Red Bull Salzburg zu RB Leipzig. Daher wird der FC Red Bull Salzburg oft als Farmteam von RB Leipzig bezeichnet. Seltener treten Spieler des Profikaders, die nur wenig oder gar keine Spielzeit erhielten (Smail Prevljak, Philipp Köhn), und Jugendspieler, die nach der Jugend nicht in den Profikader übernommen werden (Felipe Pires, Lucas Venuto, Kilian Ludewig), den umgekehrten Weg nach Salzburg beziehungsweise zu deren Farmteam FC Liefering an.
Im Winter 2019 wurde mit Tyler Adams (zu diesem Zeitpunkt 19 Jahre alt) der erste Spieler von den New York Red Bulls verpflichtet, deren Anteile komplett von der Red Bull GmbH gehalten werden.
Der US-Amerikaner Jesse Marsch war zunächst Cheftrainer der New York Red Bulls, in der Saison 2018/19 Co-Trainer in Leipzig und von 2019 bis 2021 Cheftrainer des FC Red Bull Salzburg, ehe er zur Saison 2021/22 als Cheftrainer nach Leipzig zurückkehrt. Marco Rose war vor seinem Engagement als Leipzig-Cheftrainer von 2013 bis 2017 in der Jugend des FC Red Bull Salzburg tätig und von 2017 bis 2019 Cheftrainer der Salzburger Profimannschaft.
Borussia Mönchengladbachs Manager Max Eberl kritisierte 2016 den Austausch von Spielern zwischen Salzburg und Leipzig. Auch Martin Hinteregger, ehemals selbst Innenverteidiger in Salzburg, äußerte sich kritisch über das Transferverhalten der beiden Standorte.
Eberl wurde im Dezember 2022 Sport-Geschäftsführer bei RB Leipzig und verantwortete den 20. Transfer vom FC Red Bull Salzburg.
| Nr. | Saison  | Transferperiode | Spieler            | Alter * |
| --- | ------- | --------------- | ------------------ | ------- |
| 1   | 2011/12 | Winter          | Roman Wallner      | 29      |
| 2   | 2013/14 | Winter          | Georg Teigl        | 22      |
| 3   | 2014/15 | Sommer          | Stefan Hierländer  | 23      |
| 4   | 2014/15 | Sommer          | Thomas Dähne       | 20      |
| 5   | 2014/15 | Winter          | Yordy Reyna        | 21      |
| 6   | 2014/15 | Winter          | Rodnei             | 29      |
| 7–9 | 2015/16 | Sommer          | Péter Gulácsi      | 25      |
| 7–9 | 2015/16 | Sommer          | Stefan Ilsanker    | 26      |
| 7–9 | 2015/16 | Sommer          | Nils Quaschner     | 21      |
| 10  | 2016/17 | Sommer          | Benno Schmitz      | 21      |
| 11  | 2016/17 | Sommer          | Naby Keïta         | 21      |
| 12  | 2016/17 | Sommer          | Bernardo           | 21      |
| 13  | 2016/17 | Winter          | Dayot Upamecano    | 18      |
| 14  | 2017/18 | Sommer          | Konrad Laimer      | 20      |
| 15  | 2018/19 | Winter          | Amadou Haidara     | 20      |
| 16  | 2019/20 | Sommer          | Hannes Wolf        | 20      |
| 17  | 2020/21 | Sommer          | Hee-chan Hwang     | 24      |
| 18  | 2020/21 | Winter          | Dominik Szoboszlai | 20      |
| 19  | 2023/24 | Sommer          | Benjamin Šeško     | 20      |
| 20  | 2023/24 | Sommer          | Nicolas Seiwald    | 22      |

| Nr. | Saison  | Transferperiode | Spieler     | Alter * |
| --- | ------- | --------------- | ----------- | ------- |
| 1   | 2018/19 | Winter          | Tyler Adams | 19      |
| 2   | 2021/22 | Sommer          | Caden Clark | 18      |

### Kritik vom Bundeskartellamt
Ende Mai 2024 verfasste das Bundeskartellamt einen Brief an die DFL, in dem angekündigt wurde, dass man die konsistente und systematische Anwendungspraxis der 50+1-Regel untersuchen werde. Dabei wurde auch RB Leipzig kritisiert, weil es keine dezidierte Vereinsprägung aufweist.

## Zuschauer und Fankultur
Die Fanszene von RB Leipzig organisiert sich zu Saisonbeginn 2020/21 in 145 Fanclubs mit etwa 24.000 Mitgliedern, davon haben aktuell 62 den Status eines offiziellen Fanclubs (OFC). Die Fanszene ist regionaler Natur und erstreckt sich in Nord-Süd-Richtung von Berlin und dem südlichen Brandenburg über den Ballungsraum Leipzig/Halle bis nach Südthüringen, Nordhessen und ins nördliche Franken. Die aktiven Unterstützer haben ihre Heimat mit dem Umzug in die Red Bull Arena im Sektor B, speziell in den Blöcken 27, 28 und 29 gefunden, wobei sich auch in den angrenzenden Blöcken 12 und 13 in Sektor A, 26 und 30 in Sektor B und 31–33 in Sektor C zwischenzeitlich mehrere Fangruppen gebildet haben, die in den aktiven Support eingreifen. Zusätzlich etablierte sich seit 2013 schrittweise auch ein Fanbereich mit weniger aktivem Support im dem Sektor B gegenüberliegenden Sektor D an der Nordseite des Stadions. Die Fanszene bezog in den vergangenen Jahren mehrfach Stellung gegen Rechtsradikalismus, Gewalt und Faschismus. Plakate gegen die seit 2015 in Leipzig stattfindenden Legida-Demonstrationen wurden nach mehreren Auseinandersetzungen mit dem Verein nicht mehr ins Stadion getragen.
Durch die familienfreundliche Ausrichtung des Vereins schwanken die Zuschauerzahlen teilweise deutlich. Die Bundesliga- und Europapokalheimspiele finden meist vor ausverkauftem Heimbereich statt, während bei Pokalspielen unter der Woche die Arena mitunter nur zur Hälfte gefüllt war. Auch bei Auswärtsspielen differiert die Anzahl der mitgereisten Fans oft stark. Während beispielsweise zu Auswärtsspielen bei Hertha BSC teils bis zu 9000 Fans nach Berlin reisen und auch beim Europa-League-Gruppenspiel bei Celtic Glasgow 2200 Leipziger im Celtic Park zugegen waren, reisten wenige Monate zuvor in der Europa-League-Qualifikation gerade einmal sieben Fans mit ins rumänische Craiova.
Die Leipziger Fanszene antwortet selbstironisch auf Beleidigungen der gegnerischen Fans und setzt auf Gewaltfreiheit im eigenen Stadion. Nach Ausschreitungen beim ersten Auswärtsauftritt in Dortmund im Februar 2017 positionierte sich die Fanszene von RB Leipzig im darauffolgenden Heimspiel gegen den Hamburger SV mit mehr als 100 Bannern unter dem Motto „Fußball für alle statt menschenverachtender Krawalle“ gegen Hass und Gewalt in deutschen Fußballstadien. In Dortmund wollten laut Polizeiangaben etwa 350 bis 400 Anhänger aller Dortmunder Ultragruppierungen ursprünglich den Mannschaftsbus der Leipziger stoppen. Dieser wurde jedoch über eine andere Route zum Stadion gelotst und der Frust entlud sich an den anreisenden Gästefans. Der Wunsch nach einer gewaltfreien Fanszene resultiert in Leipzig auch aus der Bedeutung der Stadt für Fußballkrawalle durch die Leipziger Stadtderbys.
Fanfreundschaften mit anderen Vereinen gibt es nicht.
Seit dem Aufstieg in die Bundesliga 2016 entwickelte sich zunehmend eine Rivalität zum FC Augsburg, die durch gegenseitige Sticheleien der beiden Vereinsführungen und Vorfälle auf dem Platz stetig befeuert wird.
Antipathie besteht gegenüber dem FC Bayern München, auch aufgrund der glücklichen Siege der Bayern in ihren ersten beiden Auswärtsspielen in Leipzig. Diese Abneigung wird nur durch sportliche Ergebnisse befeuert, eine echte Rivalität zwischen beiden Vereinen besteht nicht.
Aufgrund der engen, hitzigen Duelle in der 3. Liga und 2. Bundesliga hielt sich bis zum Bundesligaaufstieg eine Abneigung gegenüber dem SV Darmstadt 98. Deutlich wurde das vor allem im letzten Zweitligaduell im April 2015. Nachdem beide Mannschaften von 2017 bis 2023 wieder in verschiedenen Ligen spielten, ist diese Ablehnung weitestgehend abgeflaut.
Die Fangruppierung Rasenballisten kritisiert verschiedentlich die Außendarstellung von RB Leipzig. Der Verein repräsentiere beispielsweise „nicht den RasenBallsport Leipzig e. V.“, sondern lediglich Red Bull Leipzig und somit den „Geldgeber“, vor allem hinsichtlich des Logos.
Beim Auswärtsspiel in der Fußball-Bundesliga gegen den FC Schalke 04 am 23. April 2017 zeigte die Fangruppe Red Aces ein Banner mit der Aufschrift Der Mäzen des autoritärsten Vereins – welch Witz – nennt sich selbst einen Pluralist und übte im Nachgang deutliche Kritik an einem Interview des Red-Bull-Chefs Dietrich Mateschitz, in dem er sich kritisch über die Flüchtlingspolitik geäußert hatte und unterstellte ihm dabei eine fremdenfeindliche Weltanschauung. Die Gruppe beklagte sich außerdem darüber, dass ein von der Fangruppierung herausgegebenes Flugblatt nicht im Stadion verteilt werden dürfe. Das Vorgehen der Fangruppe rief heftige Kritik in der aktiven Fanszene und eine kontroverse Diskussion in den sozialen Netzwerken hervor, in denen die Gruppe teils massiv beleidigt wurde.